# 2002 год
2002 (две ты́сячи второ́й) год  по григорианскому календарю — невисокосный год, начинающийся во вторник. Это 2002 год нашей эры, 2‑й год 1‑го десятилетия XXI века 3‑го тысячелетия, 3‑й год 2000‑х годов. Он закончился 23 года назад.
| Пн | Вт | Ср | Чт | Пт | Сб | Вс |
|    | 1  | 2  | 3  | 4  | 5  | 6  |
| 7  | 8  | 9  | 10 | 11 | 12 | 13 |
| 14 | 15 | 16 | 17 | 18 | 19 | 20 |
| 21 | 22 | 23 | 24 | 25 | 26 | 27 |
| 28 | 29 | 30 | 31 |    |    |    |

| Пн | Вт | Ср | Чт | Пт | Сб | Вс |
|    |    |    |    | 1  | 2  | 3  |
| 4  | 5  | 6  | 7  | 8  | 9  | 10 |
| 11 | 12 | 13 | 14 | 15 | 16 | 17 |
| 18 | 19 | 20 | 21 | 22 | 23 | 24 |
| 25 | 26 | 27 | 28 |    |    |    |

| Пн | Вт | Ср | Чт | Пт | Сб | Вс |
|    |    |    |    | 1  | 2  | 3  |
| 4  | 5  | 6  | 7  | 8  | 9  | 10 |
| 11 | 12 | 13 | 14 | 15 | 16 | 17 |
| 18 | 19 | 20 | 21 | 22 | 23 | 24 |
| 25 | 26 | 27 | 28 | 29 | 30 | 31 |

| Пн | Вт | Ср | Чт | Пт | Сб | Вс |
| 1  | 2  | 3  | 4  | 5  | 6  | 7  |
| 8  | 9  | 10 | 11 | 12 | 13 | 14 |
| 15 | 16 | 17 | 18 | 19 | 20 | 21 |
| 22 | 23 | 24 | 25 | 26 | 27 | 28 |
| 29 | 30 |    |    |    |    |    |

| Пн | Вт | Ср | Чт | Пт | Сб | Вс |
|    |    | 1  | 2  | 3  | 4  | 5  |
| 6  | 7  | 8  | 9  | 10 | 11 | 12 |
| 13 | 14 | 15 | 16 | 17 | 18 | 19 |
| 20 | 21 | 22 | 23 | 24 | 25 | 26 |
| 27 | 28 | 29 | 30 | 31 |    |    |

| Пн | Вт | Ср | Чт | Пт | Сб | Вс |
|    |    |    |    |    | 1  | 2  |
| 3  | 4  | 5  | 6  | 7  | 8  | 9  |
| 10 | 11 | 12 | 13 | 14 | 15 | 16 |
| 17 | 18 | 19 | 20 | 21 | 22 | 23 |
| 24 | 25 | 26 | 27 | 28 | 29 | 30 |

| Пн | Вт | Ср | Чт | Пт | Сб | Вс |
| 1  | 2  | 3  | 4  | 5  | 6  | 7  |
| 8  | 9  | 10 | 11 | 12 | 13 | 14 |
| 15 | 16 | 17 | 18 | 19 | 20 | 21 |
| 22 | 23 | 24 | 25 | 26 | 27 | 28 |
| 29 | 30 | 31 |    |    |    |    |

| Пн | Вт | Ср | Чт | Пт | Сб | Вс |
|    |    |    | 1  | 2  | 3  | 4  |
| 5  | 6  | 7  | 8  | 9  | 10 | 11 |
| 12 | 13 | 14 | 15 | 16 | 17 | 18 |
| 19 | 20 | 21 | 22 | 23 | 24 | 25 |
| 26 | 27 | 28 | 29 | 30 | 31 |    |

| Пн | Вт | Ср | Чт | Пт | Сб | Вс |
|    |    |    |    |    |    | 1  |
| 2  | 3  | 4  | 5  | 6  | 7  | 8  |
| 9  | 10 | 11 | 12 | 13 | 14 | 15 |
| 16 | 17 | 18 | 19 | 20 | 21 | 22 |
| 23 | 24 | 25 | 26 | 27 | 28 | 29 |
| 30 |    |    |    |    |    |    |

| Пн | Вт | Ср | Чт | Пт | Сб | Вс |
|    | 1  | 2  | 3  | 4  | 5  | 6  |
| 7  | 8  | 9  | 10 | 11 | 12 | 13 |
| 14 | 15 | 16 | 17 | 18 | 19 | 20 |
| 21 | 22 | 23 | 24 | 25 | 26 | 27 |
| 28 | 29 | 30 | 31 |    |    |    |

| Пн | Вт | Ср | Чт | Пт | Сб | Вс |
|    |    |    |    | 1  | 2  | 3  |
| 4  | 5  | 6  | 7  | 8  | 9  | 10 |
| 11 | 12 | 13 | 14 | 15 | 16 | 17 |
| 18 | 19 | 20 | 21 | 22 | 23 | 24 |
| 25 | 26 | 27 | 28 | 29 | 30 |    |

| Пн | Вт | Ср | Чт | Пт | Сб | Вс |
|    |    |    |    |    |    | 1  |
| 2  | 3  | 4  | 5  | 6  | 7  | 8  |
| 9  | 10 | 11 | 12 | 13 | 14 | 15 |
| 16 | 17 | 18 | 19 | 20 | 21 | 22 |
| 23 | 24 | 25 | 26 | 27 | 28 | 29 |
| 30 | 31 |    |    |    |    |    |

В связи с 500-летием со дня смерти иконописца Дионисия решением ЮНЕСКО 2002 год назван годом Дионисия.
Объявлен ООН Международным годом экотуризма (резолюция 53/200), гор (резолюция 53/24) и культурного наследия Организации Объединённых Наций (резолюция 56/8).
«Год здоровья» в Казахстане.
«Год малонаселённых пунктов» в Австралии.
«Год национальной науки» в Великобритании.

## События

### Январь
- 1 января

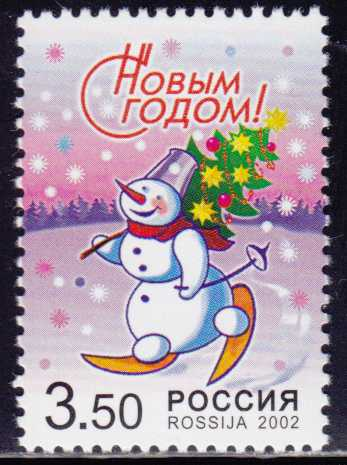
Почтовая марка России, 2002 год

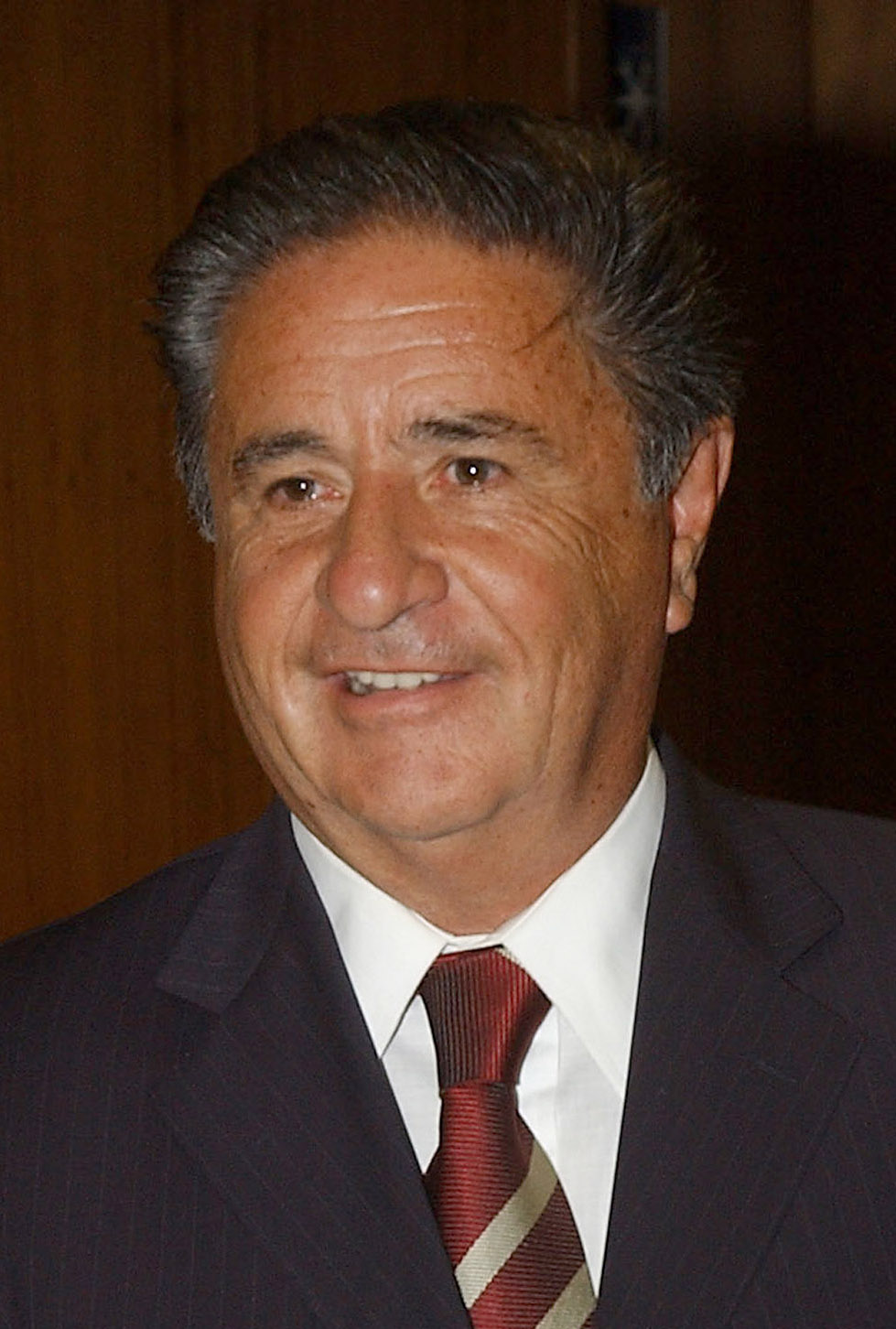
Эдуардо Дуальде — 53-й президент Аргентины

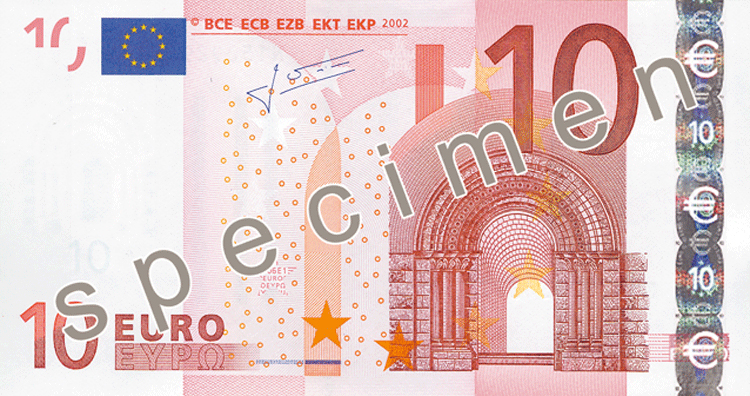
Лицевая сторона банкноты в 10 евро

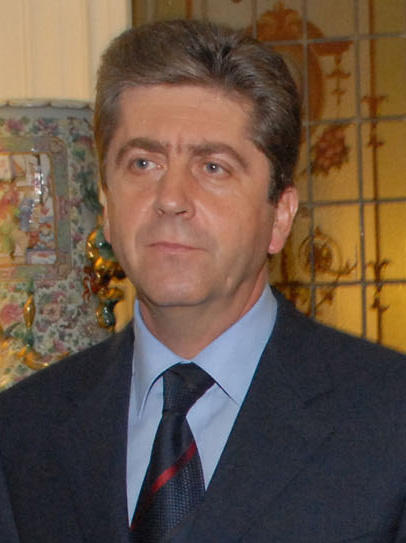
Георгий Пырванов — президент Болгарии

  - На территории Европейского союза введена в наличных расчётах единая валюта — евро[2].
  - В России введён налог на добычу полезных ископаемых[3].
  - В России вступил в силу закон «О государственном пенсионном обеспечении в Российской Федерации»[4].
  - Леви Мванаваса вступил в должность президента Замбии (до 29 июня 2008 года).[источник не указан 1166 дней]
  - Майкл Блумберг вступил в должность мэра Нью-Йорка (до 31 декабря 2013 года).[источник не указан 1166 дней]
  - Каспар Филлигер вступил в должность президента Швейцарии (до 31 декабря 2002 года).[источник не указан 1166 дней]
  - Испания стала Председателем Совета Европейского союза (до 30 июня 2002 года)[5].
  - Председательство в G8 перешло к Канаде (до 1 января 2003 года)[6].
  - Тайвань стал членом Всемирной торговой организации[7][8].
- 2 января — Эдуардо Дуальде избран парламентом временным президентом Аргентины (до 25 мая 2003 года).
- 7 января — принята новая конституция Комор. Название государства изменено с «Федеральная Исламская Республика Коморские Острова» на «Союз Коморских Островов»[9].
- 9 января — Война в Афганистане: самолёт KC-130R «Геркулес» морской пехоты США столкнулся с горой при посадке на авиабазе Шамси в Белуджистане (Пакистан). 7 человек погибли[10].
- 10 января — Энрике Боланьос вступил в должность президента Никарагуа (до 10 января 2007 года)[11].
- 11 января — Первые задержанные прибыли в американскую тюрьму на базе в Гуантанамо. Тюрьма впоследствии получила известность из-за пыток и издевательств над заключёнными[12].
- 12 января — Португалия стала председателем ОБСЕ[13].
- 13 января
  - В России состоялись выборы глав Республики Адыгея и Кабардино-Балкарской республики. Президентом Адыгеи избран Хазрет Совмен (68,89 % голосов при явке 62,83 %), президентом Кабардино-Балкарии переизбран Валерий Коков (87,18 % голосов при явке 85,87 %)[14].
  - Инцидент с солёным кренделем: во время просмотра по телевизору матча по американскому футболу в Белом доме президент США Джордж Буш подавился солёным кренделем и на несколько секунд потерял сознание. Случившееся получило широкий общественный резонанс[15].
- 14—20 января — в Лозанне состоялся чемпионат Европы по фигурному катанию. Победу в общекомандном зачёте одержала сборная России.[источник не указан 1166 дней]
- 14 января — аварийная посадка Ту-204 в Омске, пострадавших нет[16][17].
- 15 января
  - В провинции Хунань (на юго-востоке Китая) в результате взрыва на шахте погибли 25 человек[18].
  - Ирландец Пэт Кокс занял пост Председателя Европейского парламента (до 20 июля 2004 года)[19].
  - В Тулузе свой первый полёт совершил пассажирский самолёт Airbus A318[20][21].
- 16 января
  - Совет Безопасности ООН единогласно проголосовал за наложение санкций на экстремистскую организацию Аль-Каида и движение Талибан[2].
  - Под Джокьякартой потерпел катастрофу Boeing 737 компании Garuda Indonesia, в результате которой 1 человек погиб[22][23].
- 17 января — Гражданская война в Колумбии: ультраправые боевики совершили массовое убийство жителей деревни Ченке. 26 человек было убито, сама деревня сожжена[24].
- 18 января — Вторая чеченская война: в Махачкале подорван грузовик с военнослужащими Внутренних Войск России. 8 человек погибли, 10 получили ранения[25].
- 19 января — Война в Афганистане: вертолёт CH-53E «Супер Стэллион» Корпуса морской пехоты США потерпел катастрофу из-за отказа двигателей в районе Кабула. 2 человека погибли, 5 получили ранения[26].
- 19 января—13 февраля — в Мали состоялся 23-й Кубок африканских наций по футболу. Победу одержала сборная Камеруна, второе место заняла сборная Сенегала, третье — сборная Нигерии.[источник не указан 1166 дней]
- 21 января
  - Хамада Мади занял пост временного президента Комор (до 26 мая 2002 года)[27] .
  - Вошла в оборот купюра номиналом в 20 000 белорусских рублей.
- 22 января
  - По решению суда прекращено вещание телеканала ТВ-6[3].
  - Георгий Пырванов вступил в должность президента Болгарии (до 22 января 2012 года).[источник не указан 1166 дней]
- 25 января—3 февраля — в Швеции прошёл 5-й чемпионат Европы по гандболу среди мужчин. Победу одержала сборная Швеции, второе место заняла Германия, третье — Дания.
- 26—27 января — в Москве состоялась международная конференция по глобальным проблемам всемирной истории[28].
- 27 января
  - Вторая чеченская война: в Шелковском районе Чечни сбит вертолёт Ми-8. В числе погибших — заместитель министра внутренних дел РФ генерал-лейтенант Михаил Рудченко и командующий группировкой внутренних войск МВД в Чечне генерал-майор Николай Горидов[29].
  - В Узбекистане прошёл конституционный референдум, по итогам которого 91 % голосов избирателей было отдано за продление срока президентских полномочий Ислама Каримова с 5 до 7 лет и за введение двухпалатного парламента[30]. Явка составила 92 %[31].
  - В России состоялись выборы президента Северной Осетии. Главой региона переизбран Александр Дзасохов (56,05 % голосов при явке 60,12 %)[14].
  - Арабо-израильский конфликт: в Иерусалиме террористка-смертница привела в действие взрывное устройство, начинённое гвоздями. 2 человека погибли, 120 получили ранения[32].
  - Взрыв военных складов в Лагосе (Нигерия). Погибли более тысячи человек[33].
- 28 января
  - В провинции Хэбэй (на севере Китая) на угольной шахте произошло два взрыва. 27 человек погибли[34].
  - В районе Ипьялеса (Колумбия) потерпел катастрофу Boeing 727—134 компании TAME, в результате чего погибли 94 человека[35][36].
  - Вторая чеченская война: в районе Дышне-Ведено подбит вертолёт Ми-8 ВС РФ. После аварийной посадки вертолёт сгорел. 3 человека получили ранения[37].
  - Война в Афганистане: вертолёт CH-47D «Чинук» разбился при посадке в окрестностях города Хост. 16 человек получили ранения[38].
  - Имангали Тасмагамбетов вступил в должность премьер-министра Казахстана (до 11 июня 2003 года)[39].
  - Сийм Каллас занял пост премьер-министра Эстонии (до 10 апреля 2003 года).[источник не указан 1166 дней]
  - Рикардо Мадуро Хоэст вступил в должность президента Гондураса (до 28 января 2006 года).[источник не указан 1166 дней]

### Февраль
- 1 февраля

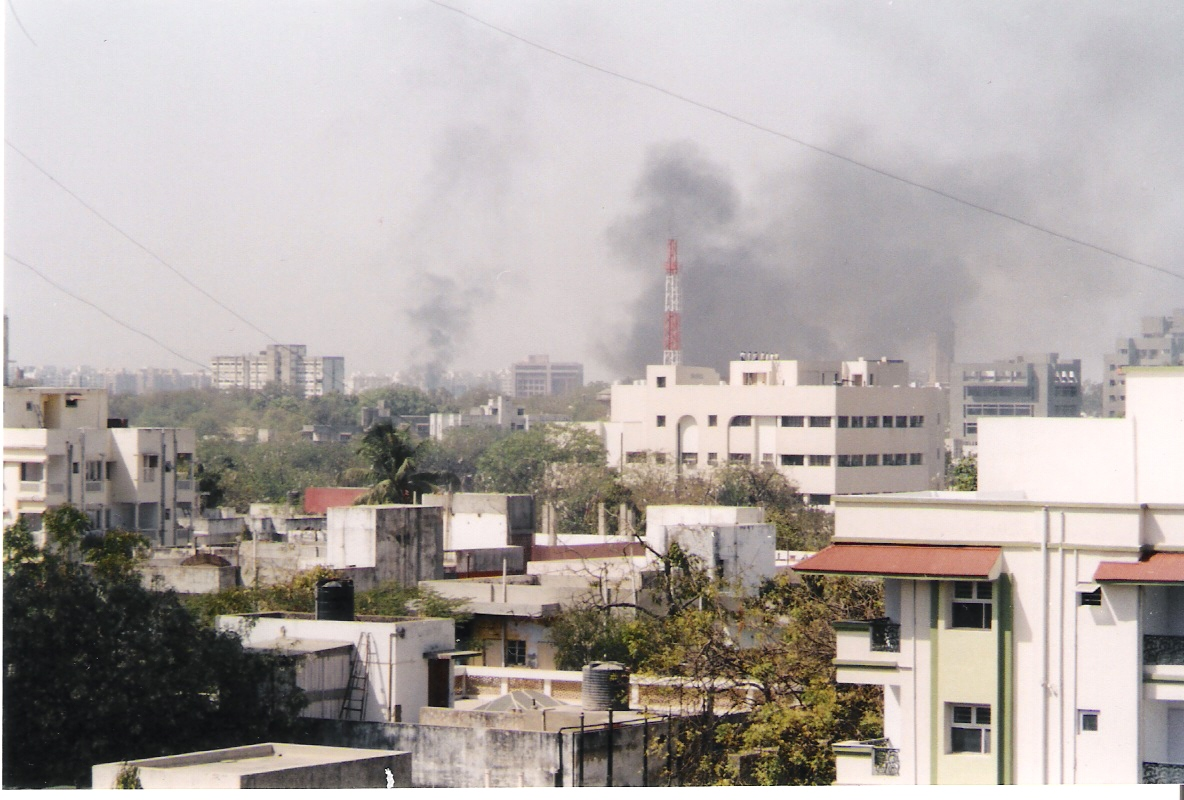
Горящие здания и магазины в Ахмедабаде

  - Вступил в силу новый Трудовой кодекс Российской Федерации[3].
  - В результате взрыва бензовоза в нигерийском городе Окене (штат Коги) погиб 51 человек[40].
  - Юй Сикунь назначен председателем правительства Тайваня (до 1 февраля 2005 года).[источник не указан 1166 дней]
  - В Карачи (Пакистан) убит ранее похищенный американский журналист, шеф южноазиатского бюро газеты «The Wall Street Journal», Дэниел Перл[41].
- 3 февраля
  - В Коста-Рике прошли всеобщие выборы: первый тур президентских выборов и выборы в парламент. Большинство мест в парламенте получил Социально-христианский союз. Во второй тур президентских выборов вышли Абель Пачеко (38,6 %) и Роландо Арайя Монге (31,1 %)[42].
  - Вторая чеченская война: вертолёт Ми-24В ФПС России сбит чеченскими боевиками в районе Тусхорой. 3 человека погибли[37].
- 6 февраля — в результате взрыва на угольной шахте в Шлёнском воеводстве (Польша) погибли 10 человек[43].
- 6—17 февраля — 52-й Берлинский международный кинофестиваль. Награду за лучший фильм («Золотой медведь») получили историческая драма Пола Гринграсса «Кровавое воскресенье» и аниме-фильм Хаяо Миядзаки «Унесённые призраками».
- 7 февраля — Вторая чеченская война: вертолёт Ми-8 военно-воздушных сил России упал после взлёта в Ханкале. Погибли 7 человек, 3 получили ранения[44].
- 8 февраля
  - Вторая гражданская война в Либерии: президент Либерии Чарльз Тейлор ввёл в стране чрезвычайное положение (отменено в сентябре)[45].
  - Окончание гражданской войны в Алжире[46].
- 8—24 февраля — в Солт-Лейк-Сити прошли XIX зимние Олимпийские игры. Победу в неофициальном командном зачёте одержала сборная Норвегии[2].
- 10 февраля — в России вступил в силу закон «О лицензировании отдельных видов деятельности»[4].
- 11 февраля
  - В Нигерии в результате взрыва бензовоза в южном округе Огун погибли около 30 человек[47].
  - Папа Римский Иоанн Павел II, несмотря на протест Московского Патриархата и череду антикатолических митингов, преобразовал 4 апостольские администратуры в России в полноценные епархии (Архиепархия Матери Божией в Москве, Преображенская епархия в Новосибирске, Епархия Святого Иосифа в Иркутске, Епархия Святого Климента в Саратове)[48].
- 12 февраля
  - Под Хорремабадом потерпел катастрофу самолёт Ту-154 авиакомпании Iran Air Tours. Погибли все находившиеся на борту 119 человек[35][49].
  - В Гааге начался судебный процесс над бывшим президентом Югославии Слободаном Милошевичем[50].
- 13 февраля — Война в Афганистане: самолёт MC-130Р «Комбат Шедоу» ВВС США разбился в отдалённом районе на востоке Афганистана. 8 человек получили ранения[51].
- 14 февраля
  - Эмират Бахрейн провозглашён королевством.
  - Бериз Белкич занял пост Председателя Президиума Боснии и Герцеговины (до 28 октября 2002 года)[52].
- 15 февраля — Ангиди Четтьяр занял пост и. о. президента Маврикия (до 18 февраля 2002 года).
- 18 февраля — Ариранга Пиллай занял пост и. о. президента Маврикия (до 25 февраля 2002 года).
- 19 февраля — самолёт Су-24 ВС РФ потерпел катастрофу во время учебно-тренировочного полёта под Псковом. Оба лётчика погибли[37].
- 20 февраля
  - Возгорание вагонов пассажирского поезда Каир — Луксор. Сгорело 7 вагонов. Погибли более 383 человек, несколько сотен получили ранения[53][54].
  - Таджикистан присоединился к программе НАТО «Партнёрство во имя мира».
- 21 февраля — самолёт Ан-26 упал при заходе на посадку под Архангельском. 17 человек погибли, 3 получили ранения[37].
- 22 февраля
  - В ангольской провинции Мошико в бою с правительственными войсками убит лидер УНИТА Жонас Савимби[55].
  - Пандели Майко назначен председателем Совета министров Албании (до 31 июля 2002 года).
- 24 февраля — парламентские выборы в Лаосе. НРПЛ одержала победу, получив все 109 мест. Явка избирателей составила 99,9 %[56][57].
- 25 февраля — парламент избрал Карла Оффмана президентом Маврикия (до 1 октября 2003 года).
- 26 февраля — Жак Юг Силла назначен на пост премьер-министра Мадагаскара (до 20 января 2007 года).
- 27 февраля
  - Указом № 245 Президента РФ Владимира Путина учреждён орден «За морские заслуги»[2].
  - В Лос-Анджелесе состоялась 44-я церемония вручения премий «Грэмми».
- Февраль—Март — серия межрелигиозных столкновений между радикальными индуистами и мусульманами в индийском штате Гуджарат. Наиболее ожесточённые столкновения произошли в Ахмадабаде[58].

### Март
- 1 марта
  - 108-й старт (STS-109) по программе Спейс Шаттл. 27-й полёт шаттла Колумбия. Экипаж: Скотт Олтман, Дуэйн Кэри, Джон Грансфелд, Нэнси Кэрри, Ричард Линнехан, Джеймс Ньюман, Майкл Массимино. Четвёртая экспедиция по обслуживанию космического телескопа «Хаббл».
  - В Финляндии легализованы однополые браки[59].
- 2—18 марта —Война в Афганистане: силами международной коалиции во главе с США в Афганистане против «Аль-Каиды» проведена операция «Анаконда».
- 4 марта
  - Состоялось учредительное собрание Национальной академии кинематографических искусств и наук, учреждена премия академии — «Золотой орёл»[60].
  - Байрам Реджепи вступил в должность премьер-министра Косово (до 3 декабря 2004 года)[61].
  - Война в Афганистане: вертолёт MH-47E «Чинук» полка специальных операций Армии США попал под обстрел с земли и совершил вынужденную посадку на востоке Афганистана. 7 человек погибли[62].
- 6 марта — в результате взрыва на каменоломне индийского города Вемулавада (штат Андхра-Прадеш) 10 человек погибли и около 10 получили ранения[63].
- 7 марта — самолёт AV-8B «Харриер» II Корпуса морской пехоты США упал в море в районе Сан-Диего. Пилот катапультировался[64].
- 8 марта — Война в Афганистане: самолёт F-14А «Томкэт» ВМС США во время ночной посадки на борт авианосца «John C. Stennis» упал в воды Аравийского моря. Оба пилота катапультировались[65].
- 12 марта — Арабо-израильский конфликт: Совет безопасности ООН принял Резолюцию 1397 в поддержку «идеи о регионе, в котором два государства, Израиль и Палестина, живут как соседи с безопасными и признанными границами». Первая предложенная США резолюция, в которой говорилось о палестинской государственности.
- 15 марта
  - Ивон Нептун назначен на пост премьер-министра Гаити (до 12 марта 2004 года).
  - Драган Микеревич занял пост председателя Совета Министров Боснии и Герцеговины (до 23 декабря 2002 года)[66][67].
  - Постановлением Правительства Республики Казахстан № 310 создано ЗАО «Казахстанские железные дороги»[68].
- 15—16 марта — в Херенвене (Нидерланды) состоялся чемпионат мира по конькобежному спорту в классическом многоборье. Победы одержали Йохем Эйтдехаге (Нидерланды) у мужчин и Анни Фризингер (Германия) у женщин.
- 16 марта — Вторая конголезская война: после ожесточённых боёв повстанцы из ДКД захватили город Молиро на побережье озера Танганьика[69].
- 16—24 марта — в Нагано состоялся чемпионат мира по фигурному катанию. Победу в общекомандном зачёте одержала сборная России.
- 17 марта
  - Расстрел демонстрации в селе Аксы, Джалал-Абадской области Кыргызстана, протестовавшей против передачи части киргизских территорий Китаю[70].
  - В России состоялись выборы Председателя Правительства Республики Тыва. Главой региона переизбран Шериг-оол Ооржак (65,52 голосов при явке 53,54 %)[14].
  - В Португалии состоялись парламентские выборы. Победу одержала Социал-демократическая партия (40.21 % голосов избирателей, 105 мест в Ассамблее Республики). Второе место заняла Социалистическая партия (37.79 % голосов, 96 мест). По итогам выборов была сформирована правящая коалиция Социал-демократической и Народной партий[71].
- 18 марта
  - Модибо Кейта назначен на пост премьер-министра Мали (до 9 июня 2002 года)[72].
  - Война в Афганистане: вертолёт MH-53M «Пэйв Лоу IV» Армии США разбился во время посадки в районе Тарин Ковт в провинции Урузган в условиях плохой видимости. 3 человека получили ранения[73].
- 18—27 марта — в Румынии прошла перепись населения.
- 19 марта — Зимбабве приостановила участие в Содружестве наций (окончательно вышла из Содружества 7 декабря 2003 года)[74].
- 20 марта
  - Вторая чеченская война: в результате спецоперации ФСБ уничтожен террорист Хаттаб[75].
  - Арабо-израильский конфликт: в результате взрыва автобуса Тель-Авив — Назарет террористом-смертником 6 человек погибли, более 30 получили ранения[76].
  - Сергей Игнатьев назначен главой Центрального банка России (до 24 июня 2013 года)[77].
- 21 марта — с космодрома Байконур осуществлён запуск ракеты-носителя Союз-У с транспортным грузовом космическим кораблём Прогресс М1-8. Экспедиция по снабжению МКС (сведён с орбиты 25 июня)[78].
- 24 или 25 марта — на одном из крупнейших сирийских заводов по производству боеприпасов в городе Хомс произошёл взрыв. 35 человек погибли[79].
- 24 марта — в Лос-Анджелесе состоялась 74-я церемония вручения наград премии «Оскар» за заслуги в области кинематографа за 2001 год. Лучшим фильмом стала драма «Игры разума».
- 25 марта
  - В результате сильного землетрясения в Афганистане погибли около 1000 человек[80].
  - Австралийскими учёными обнаружен ген эпилепсии[81].
- 26 марта — самолёт Су-27 ВС РФ упал из-за отказа двигателей в 40 км от Владивостока. Лётчик катапультировался[37].
- 27 марта — Арабо-израильский конфликт: террористический акт в отеле «Парк» города Натания (Израиль): в результате взрыва, устроенного террористом-смертником, 30 человек погибли, 140 получили ранения[82].
- 27—28 марта — В Бейруте состоялся 14-й саммит Лиги арабских государств[83].
- 28 марта — Габриэл Арканжу да Кошта назначен на пост премьер-министра Сан-Томе и Принсипи (до 7 октября 2002 года)[84].
- 29 марта — Арабо-израильский конфликт: израильские войска введены в палестинский город Рамаллах, начата осада резиденции Ясира Арафата.
- 31 марта
  - на Украине состоялись парламентские выборы. Большинство мест в Верховной раде получил Блок Виктора Ющенко «Наша Украина», второе место заняла Коммунистическая партия Украины, третье — Блок партий «За единую Украину!»[85].
  - Арабо-израильский конфликт: в одном из кафе-ресторанов Хайфы произошёл взрыв, устроенный террористом-смертником. 15 человек погибли, десятки получили ранения[86].

### Апрель
- 1 апреля

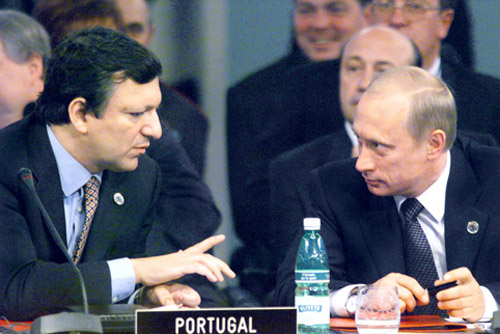
Жозе Мануэл Баррозу на заседании саммита Россия-НАТО, 28 мая 2002 r.

  - В результате взрыва на шахте в китайской провинции Хэнань погибли 22 человека[87].
  - Антонио Вольпинари и Джованни Уголини вступили в должность капитанов-регентов Сан-Марино (до 1 октября 2002 года).
- 2 апреля — в России на телеканале ОРТ состоялась премьера телеигры «Русская Рулетка» (ведущий — Валдис Пельш) (выходила до 6 августа 2004 года)[88].
- 2—12 апреля — Арабо-израильский конфликт: Армия обороны Израиля в ходе операции «Защитная стена» заняли лагерь беженцев Дженин. Арабы оказали ожесточённое сопротивление. Обе стороны потеряли примерно 70 человек убитыми[89].

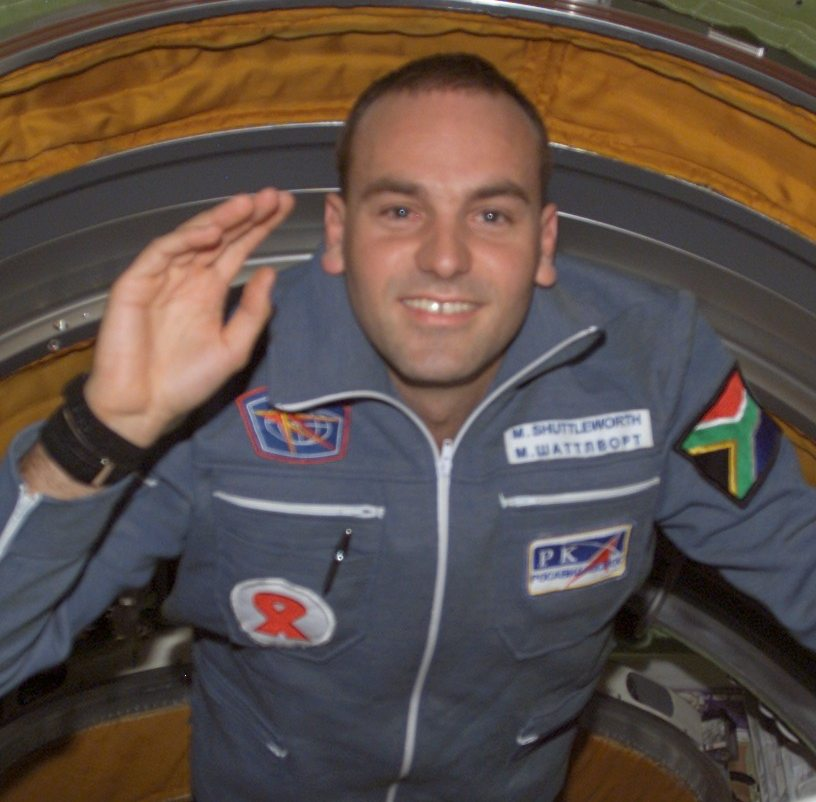
Марк Шаттлуорт — первый астронавт ЮАР — на борту МКС.

- 3 апреля — на аэродроме Запорожья во время испытательного полёта разбился самолёт Су-25 ВС Украины. Пилот погиб[90].
- 4 апреля — подписан Меморандум о взаимопонимании между правительством Анголы и руководством УНИТА. Формальное окончание ангольской гражданской войны.
- 6 апреля — Жозе Мануэл Дурау Баррозу занял пост премьер-министра Португалии (до 17 июля 2004 года).
- 7 апреля
  - Во втором туре президентских выборов в Коста-Рике победил Абель Пачеко (58,0 % голосов), опередивший Роландо Арайу Монге (42,0 % голосов)[91].
  - В России состоялись выборы Президента Республики Ингушетия. Во второй тур вышли Алихан Амирханов (33,09 % голосов) и Мурат Зязиков (19,11 %). Явка составила 67,65 %[14].
  - В результате взрыва бомбы в колумбийском городе Вильявисенсио 10 человек погибли, 25 получили ранения[92].
- 8 апреля — 109-й старт (STS-110) по программе Спейс Шаттл. 25-й полёт шаттла Атлантис. Экипаж — Майкл Блумфилд, Стефен Фрик, Джерри Росс, Стивен Смит, Еллен Очоа, Ли Морин, Рекс Вальхайм. Джерри Росс — первый астронавт, совершивший седьмой космический полёт.
- 9—10 апреля — в Веймаре состоялись 5-е российско-германские межгосударственные консультации. Основные темы: экономическое и культурное сотрудничество, развитие отношений России с ЕС[93][94].
- 10 апреля
  - В результате взрыва газа на шахте в городе Цзиси северо-восточной китайской провинции Хэйлунцзян 24 человека погибли, 38 получили ранения[95].
  - Война в Афганистане: вертолёт AH-64A «Апач» Армии США разбился к северо-востоку от Кандагара по техническим причинам. 2 человека получили ранения[96].
- 11 апреля — террорист-смертник взорвал бомбу в синагоге Эль-Гриба в Тунисе, погибли 22 человека (14 немецких туристов, 5 тунисцев, 2 француза и террорист-смертник)[97].
- 12 апреля — Арабо-израильский конфликт: в результате взрыва на автобусной остановке в Иерусалиме, устроенном террористкой-смертницей, 6 человек погибли, 62 получили ранения[98].
- 12—13 апреля — в Венесуэле совершена попытка государственного переворота. Свергнут президент Уго Чавес, распущены парламент и Верховный суд. Временным президентом стал Педро Кармона. На следующий день Чавес восстановлен в должности, а Кармона арестован[99].
- 14 апреля
  - В России состоялись выборы глав Липецкой и Пензенской областей. Губернатором Липецкой области переизбран Олег Королёв (73,06 % при явке в 42,88 %). Губернатором Пензенской области переизбран Василий Бочкарёв (45,45 % при явке 53,43 %)[14].
  - Вторая чеченская война: в Ведено подорван МТЛ-Б вооружённых сил Российской Федерации. 6 военнослужащих погибли, 4 получили ранения[100].
  - На Коморах состоялись президентские выборы. Победу одержал Азали Ассумани (75 % голосов избирателей)[101].
- 15 апреля
  - В Пусане при заходе на посадку врезался в гору и разрушился самолёт Boeing 767 авиакомпании Air China. 129 человек погибли[102][103].
  - Армения, Бруней и Буркина-Фасо установили дипломатические отношения[104][105].
- 16 апреля — Россия и Чехия подписали соглашение о поставках военной продукции в счёт частичного погашения задолженности бывшего СССР[3].
- 18 апреля — Вторая чеченская война: в своём Послании Федеральному Собранию Владимир Путин заявил о завершении военной стадии конфликта в Чечне[106].
- 21 апреля — во Франции прошёл первый тур президентских выборов. Во второй тур вышли Жак Ширак (19,88 % голосов) и Жан-Мари Ле Пен (16,86 %).
- 22—28 апреля — в Анталье (Турция) состоялся 81-й чемпионат Европы по тяжёлой атлетике. Победу в общекомандном зачёте одержала Болгария[107].
- 23 апреля — в России указом президента создано АО «Концерн ПВО Алмаз-Антей»[108].
- 23—24 апреля — В Ашхабаде состоялся 1-й саммит глав прикаспийских государств. В рамках саммита 23 апреля подписан новый «Договор о дружбе и сотрудничестве между Россией и Туркменистаном»[109].
- 24 апреля — Босния и Герцеговина вступила в Совет Европы.
- 25 апреля
  - Старт космического корабля Союз ТМ-34, последний полёт корабля модификации ТМ. Экипаж старта — Юрий Гидзенко, Роберто Виттори (Италия) и Марк Шаттлуорт (ЮАР). Шаттлуорт — первый астронавт из ЮАР.
  - В Тбилиси произошло землетрясение магнитудой 6. 5 человек погибли, разрушено множество зданий[110].
- 26 апреля
  - Массовое убийство в гимназии Гутенберг (Эрфурт, Германия): бывший ученик гимназии Роберт Штайнхойзер убил 16 человек и покончил с собой[111].
  - В результате взрыва в мечети пакистанского города Бхаккар погибли 11 человек[112].
- 26 апреля—11 мая — в Швеции состоялся 66-й чемпионат мира по хоккею с шайбой. Победу одержала сборная Словакии, второе место заняла сборная России, третье — сборная Швеции[113].
- 27 апреля — «Республиканская партия Российской Федерации (РПРФ)» преобразована в «Республиканскую партию России» (сопредседатели партии — Борис Фёдоров и Владимир Лысенко)[114].
- 28 апреля
  - У входа на Центральный рынок Владикавказа (Северная Осетия) прогремел взрыв. Мощность взрывного устройства составила 500 граммов в тротиловом эквиваленте. В результате теракта 9 человек погибли, 46 ранены[115].
  - У села Ермаковское (Красноярский край) разбился вертолёт Ми-8. 8 человек, в том числе губернатор Красноярского края Александр Лебедь, погибли[116][117].
  - В России состоялись выборы глав Республики Ингушетия (второй тур), Республики Карелия и Республики Бурятия. Президентом Республики Ингушетия избран Мурат Зязиков (53,13 %); его соперник Алихан Амирханов набрал 43,19 % (при явке 65,72 %). Главой Республики Карелия переизбран Сергей Катанандов (53,45 % голосов при явке 50,36 %). Главой Республики Бурятия переизбран Леонид Потапов (68,79 % при явке 53,77 %)[14].
  - В Мали состоялся первый тур президентских выборов. Во второй тур вышли Амаду Тумани Туре (28.71 % голосов избирателей) и Сумаила Сиссе (21.31 % голосов)[118].
- 29 апреля
  - Вторая чеченская война: в Веденском районе разбился Су-25 ВС РФ, пилот погиб[119].
  - В городе Обнинске навсегда остановлен реактор первой в мире атомной электростанции[2]
- 30 апреля.
  - В Пакистане состоялся референдум о назначении Первеза Мушаррафа президентом страны сроком на пять лет. Назначение одобрило 97,97 % избирателей. Явка составила 56,1 %[120].
  - Компания Sun Microsystems выпустила 1-ю версию бесплатного офисного пакета OpenOffice.org[121].

### Май

Логотип ОАО «МегаФон» в 2002—2007 годах

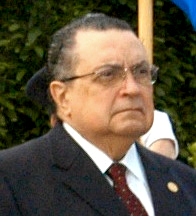
Абель Пачеко — 47-й президент Коста-Рики

Флаг Восточного Тимора

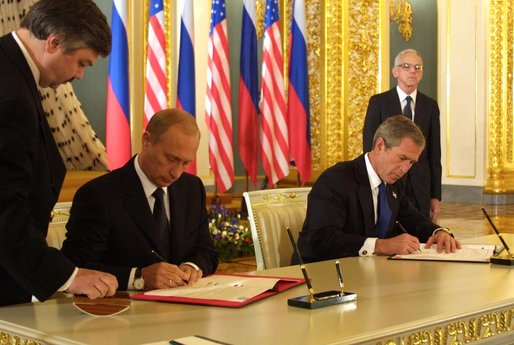
Владимир Путин и Джордж Буш подписывают договор о сокращении стратегических наступательных потенциалов.

- 1 мая — Янг Вивиан вступил в должность премьер-министра Ниуэ (до 19 июня 2008 года)[122].
- 2 мая — в Вануату состоялись парламентские выборы. Премьер-министром в результате создания парламентской коалиции остался представитель партии Вануаку Эдвард Натапеи.
- 3 мая
  - Перри Кристи занял пост премьер-министра Багамских островов (до 4 мая 2007 года).
  - В Камрани подписан акт о передаче одноимённой российской военной базы Вьетнаму (4 мая базу покинули последние российские военнослужащие)[4].
- 4 мая — в пригороде Кано потерпел катастрофу BAC 1-11-525FT компании EAS Airlines. 149 человек погибли.
- 5 мая
  - Во Франции прошёл второй тур президентских выборов. Победу одержал Жак Ширак (82,21 % голосов). Его соперник Жан-Мари Ле Пен набрал 17,79 %. Явка составила 79,71 %[123].
  - Приземление корабля Союз ТМ-33. Экипаж посадки — Ю. П. Гидзенко, Р. Виттори (Италия) и М. Шаттлуорт (ЮАР).
- 6 мая
  - Марк Равалуманана вступил в должность президента Мадагаскара[124](до 17 марта 2009 года).
  - Жан-Пьер Раффарен занял пост премьер-министра Франции (до 31 мая 2005 года).
- 7 мая
  - ЗАО «Северо-Западный GSM» преобразован в ОАО «МегаФон».
  - Под Далянем разбился авиалайнер McDonnell Douglas MD-82 авиакомпании China Northern Airlines. Все находившиеся на борту 112 человек погибли[125].
  - Арабо-израильский конфликт: В результате взрыва в бильярдной израильского города Ришон погибли 16 человек, 60 получили ранения[126].
  - Вертолёт Ми-8 Минобороны РФ разбился на Алтае. 11 человек погибли[37].
- 8 мая
  - Террористический акт в Карачи. Целью атаки стали французские граждане, работавшие в Карачи по контракту. 13 человек погибли, 40 получили ранения[127].
  - Абель Пачеко вступил в должность президента Коста-Рики (до 8 мая 2006 года).
- 8—9 мая — в Ужгороде состоялся IX Всеславянский собор[85].
- 9 мая — Вторая чеченская война: в Каспийске во время парада Победы произошёл теракт, в результате которого погибли 45 человек, более 100 получили ранения[85][128].
- 12 мая
  - В Мали состоялся второй тур президентских выборов. Победу одержал Амаду Тумани Туре (64.35 % голосов избирателей). Его соперник Сумаила Сиссе набрал 35,65 % голосов.
  - На космодроме Байконур произошло обрушение крыши монтажно-испытательного корпуса на площадке № 112. 8 человек погибли. Так же был полностью разрушен единственный летавший в космос космический корабль «Буран»[129].
- 14 мая
  - ДКБ преобразована в полноценную международную организацию — Организацию договора о коллективной безопасности (ОДКБ). В неё вошли Россия, Армения, Белоруссия, Казахстан, Кыргызстан, Таджикистан и Узбекистан[3].
  - Бойня в Кисангани — после попытки неудачного восстания в городе Кисангани (ДР Конго) были убиты около 200 человек (солдаты РКД, полицейские и мирные граждане)[130][131].
- 15 мая
  - В Нидерландах состоялись парламентские выборы. Победу одержала партия «Христианско-демократический призыв» (27.9 % голосов избирателей, 43 места в парламенте)[132].
  - В Глазго состоялся финальный матч Лиги чемпионов УЕФА по футболу. Мадридский «Реал» обыграл леверкузенский «Байер» со счётом 2:1.
  - В Индии в 350 км к востоку от города Нью-Дели сошёл с рельсов пассажирский поезд. 10 человек погибли, около 100 получили ранения[133].
- 15—26 мая — состоялся 55-й Каннский кинофестиваль. Награду за лучший фильм («Золотая пальмовая ветвь») получила историческая драма Романа Полански «Пианист»[134].
- 19 мая
  - В России прошли выборы губернатора Смоленской области. Главой региона избран Виктор Маслов (40,51 % голосов), опередивший действующего губернатора Александр Прохоров (34,40 %). Явка составила 40,04 %[14].
  - На телеканале Fox была показана последняя серия культового американского телесериала «Секретные материалы».
- 20 мая
  - Восточный Тимор провозгласил независимость от Индонезии.
  - Шанана Гусман вступил в должность президента Восточного Тимора (до 20 мая 2007 года)[135].
  - Установлены дипломатические отношение между Восточным Тимором, Россией и США[136][137][138][139].
- 22 мая — Николай Танаев назначен и. о. премьер-министра Кыргызстана (с 30 мая — премьер министр; до 25 марта 2005 года).
- 24 мая — в Москве между Россией и США подписан договор о сокращении стратегических наступательных потенциалов. Условия договора ограничивают количество ядерных боеголовок, стоящих на боевом дежурстве, до 1700—2200 для каждой из сторон (вступил в силу 1 июня 2003 года после совместной ратификации Россией и США)[140].
- 25 мая
  - Катастрофа Boeing 747 над Тайваньским проливом: Boeing 747-209B авиакомпании China Airlines упал в Тайваньский пролив. Погибли все 225 человек, находившиеся его на борту.
  - В Таллине состоялся 47-й конкурс песни Евровидение. Победу одержала исполнительница Marie N из Латвии.
  - В Мозамбике сошёл с рельсов пассажирский поезд. 195 человек погибли, около 160 получили ранения[133].
- 26 мая
  - Состоялись президентские выборы в Колумбии. Победу одержал Альваро Урибе Велес, набравший 54 % голосов.
  - Азали Ассумани вступил в должность президента Комор (до 26 мая 2006 года).
- 27 мая
  - Венгерский парламент избрал Петера Медьеши премьер-министром страны (до 29 сентября 2004 года).
  - Пэдди Эшдаун назначен Верховным представителем ООН по Боснии и Герцеговине (до 31 января 2006 года)[141].
- 28 мая — главы государств-членов НАТО и Россия подписали Римскую декларацию, которая определила новый формат отношений России и НАТО. Создан Совет Россия-НАТО[3].
- 29 мая — в Сан-Хуане (Пуэрто-Рико) состоялся 51-й ежегодный конкурс красоты «Мисс Вселенная». Победу одержала представительница России Оксана Фёдорова (23 сентября Фёдорова отказалась от титула).
- 30 мая — вышел последний номер «Общей газеты» (издавалась с августа 1991 года).
- 31 мая — Узбекистан и Ангола установили дипломатические отношения[142].
- 31 мая—30 июня — состоялся чемпионат мира по футболу — 2002, который впервые проходил в Азии, одновременно в Японии и Южной Корее. Победу одержала сборная Бразилии, второе место заняла сборная Германии, третье — сборная Турции.

### Июнь
- 1 июня — начало вещания «ТВС»[2].

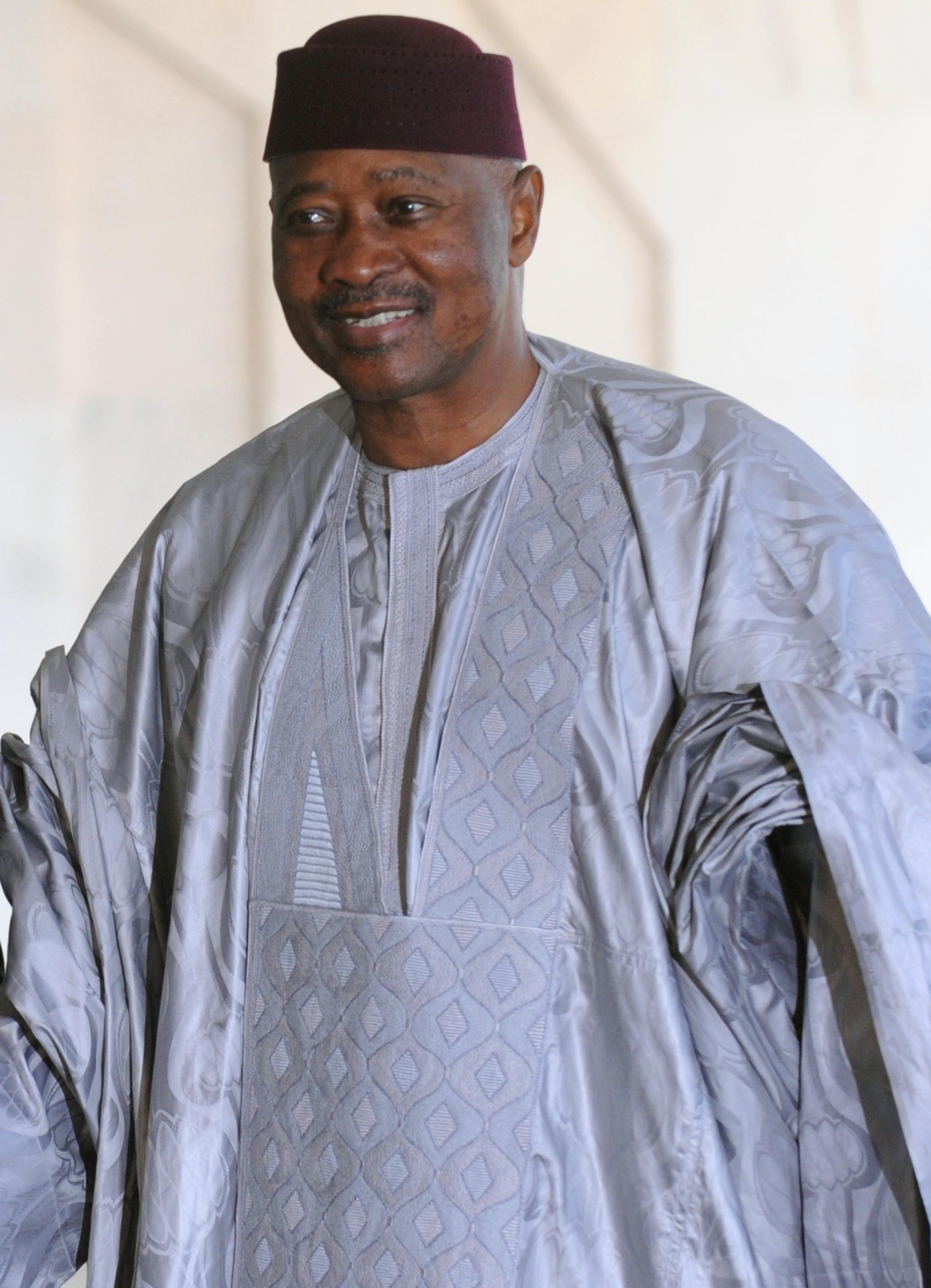
Амаду Тумани Туре — президент Мали

- 3—4 июня — в Алма-Ате состоялась 1-я встреча глав государств и правительств стран-участниц Совещания по взаимодействию и мерам доверия в Азии. По итогам встречи были приняты «Алма-атинский Акт» и «Декларация об устранении терроризма и содействии диалогу между цивилизациям»[143][144].
- 5 июня — 110-й старт (STS-111) по программе Спейс Шаттл. 18-й полёт шаттла Индевор. Экипаж — Кеннет Кокрелл, Пол Локхарт, Франклин Чанг-Диаз, Филип Перин (Франция), Валерий Корзун (Россия), Пегги Уитсон, Сергей Трещёв (Россия). Франклин Чанг-Диаз — второй астронавт, совершивший седьмой космический полёт.
- 6 июня — над Средиземным морем между побережьем Ливии и греческим островом Крит произошёл взрыв астероида. Мощность взрыва составила 26 килотонн в тротиловом эквиваленте. Никто не пострадал.
- 7 июня — В Санкт-Петербурге состоялась встреча глав государств-членов ШОС. Подписаны «Декларация глав государств — членов ШОС» и «Хартия ШОС» (базовый уставной документ)[145][146].
- 8 июня — Амаду Тумани Туре вступил в должность президента Мали (до 22 марта 2012 года)[147].
- 9 июня
  - Беспорядки на Манежной площади в Москве, учинённые футбольными фанатами из-за проигрыша сборной России на чемпионате мира[3].
  - Во Франции состоялся первый тур парламентских выборов. Умеренные правые силы (Союз за президентское большинство), поддерживающие президента Жака Ширака, получили подавляющее большинство голосов.
  - Ахмед Мохаммед Аг Амани назначен на пост премьер-министра Мали (до 29 апреля 2004 года)[148].
- 10 июня — В Лос-Анджелесе состоялась 28-я церемония вручения наград премии «Сатурн» за заслуги в области фантастики, фэнтези и фильмов ужасов. Лучшим научно-фантастическим фильмом стал «Искусственный разум» Стивена Спилберга, лучшим фильмом-фэнтези — «Властелин колец: Братство Кольца» Питера Джексона, лучшим фильмом ужасов — «Другие» Алехандро Аменабара[149].
- 12 июня
  - В Лиссабоне состоялась международная конференция ОБСЕ. Принят заключительный документ «Предотвращение терроризма и борьба с ним» с оценкой роли международных и региональных организаций в противодействии терроризму[150].
  - Харун Кабади вступил в должность премьер-министра Чада (до 24 июня 2003 года).
- 13 июня
  - США в одностороннем порядке вышли из Договора о противоракетной обороне от 1972 года[151].
  - Война в Афганистане: самолёт MC-130H «Комбат Тэлон II» ВВС США разбился вскоре после взлёта в провинции Пактия. 3 человека погибли, 7 получили ранения[152].
- 14—15 июня — парламентские выборы в Чехии: чешская социал-демократическая партия удержала власть в стране, получив 70 мест в Палате депутатов из 200.
- 16 июня — во Франции состоялся второй тур парламентских выборов. Умеренные правые силы (Союз за президентское большинство), поддерживающие президента Жака Ширака, получили 399 мест в Национальном собрании Франции.
- 18 июня—2 июля — разрушительное наводнение на юге России (Ставропольский и Краснодарский края, Кабардино-Балкарская и Карачаево-Черкесская республики): 114 человек погибли, произошли аварии на нескольких дамбах по реке Кубань. Под угрозой затопления оказался город Краснодар[3].
- 20 июня — самолёт Л-39 ВС РФ потерпел катастрофу в Борисоглебске. Пилот погиб[37].
- 21 июня — Бадруддоза Чоудхури подал в отставку с поста президента Бангладеш. И. о. президента назначен спикер парламента Джамируддин Сиркар (до 6 сентября 2002 года)[153][154][155].
- 21—30 июня — состоялся 24-й Московский международный кинофестиваль. Награду за лучший фильм («Золотой Георгий») получила драма братьев Тавиани «Воскресение»[156].
- 22 июня — в Западном Иране произошло землетрясение магнитудой 6,5, погибли более 260 человек[2].
- 24 июня — в Танзании произошло столкновение пассажирского и грузового поездов. 281 человек погиб, около 900 получили ранения[133].
- 26 июня
  - С космодрома Байконур осуществлён запуск ракеты-носителя Союз-У с транспортным грузовым космическим кораблём Прогресс М-46. Экспедиция по снабжению МКС (сведён с орбиты 14 октября)[157].
  - Венесуэлец Альваро Сильва Кальдерон вступил в должность Генерального секретаря ОПЕК (до 31 декабря 2003 года).
- 26—27 июня — в Кананаскисе (провинция Альберта, Канада) состоялся 28-й саммит «Большой восьмёрки».
- 27 июня — компания Ford объявила об отзыве более 250 000 минивэнов Ford Windstar из-за проблемы в тормозной системе. Параллельно с этим, южнокорейская компания Hyundai отозвала более 145 000 седанов модели Hyundai Sonata из-за дефекта боковых подушек безопасности[158].
- 28 июня
  - Государственная Дума России приняла закон «Об альтернативной гражданской службе»[4].
  - Война в Афганистане: в результате взрыва на оружейном складе на юге Афганистана в городе Спин-Болдак погибли не менее 10 человек[159].
- 29 июня
  - Коффи Сама вступил в должность премьер-министра Того (до 9 июня 2006 года)[160].
  - Образована «Российская партия жизни» (лидер — Сергей Миронов).
  - Недалеко от острова Ёнпхёндо в Жёлтом море два патрульных катера Северной Кореи пересекли Северную разграничительную линию и завязали бой с катерами береговой охраны Южной Кореи[161][162].
- В ночь с 30 июня на понедельник 1 июля — в Твери в результате предположительно разбойного нападения смертельно ранен известный исполнитель русского шансона Михаил Круг (1 июля Круг скончался в Тверской городской больнице)[163].

### Июль
- 1 июля

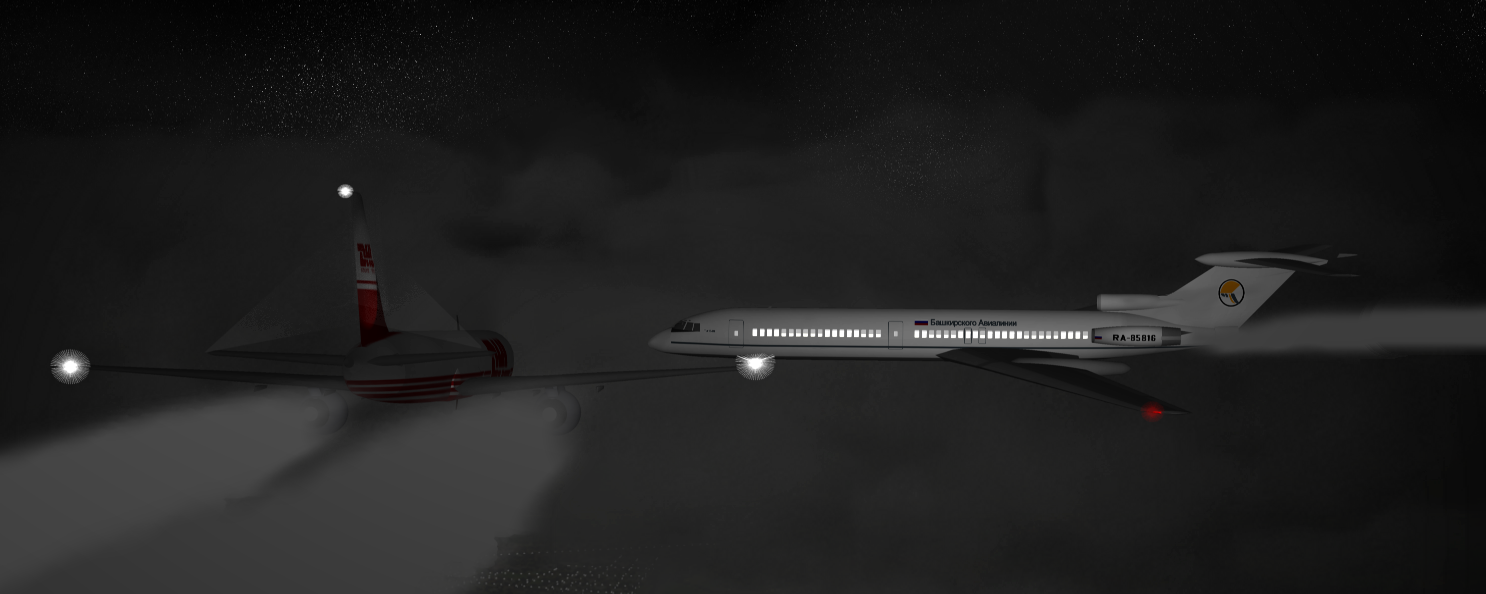
Компьютерная реконструкция столкновения Ту-154 и Боинга-757

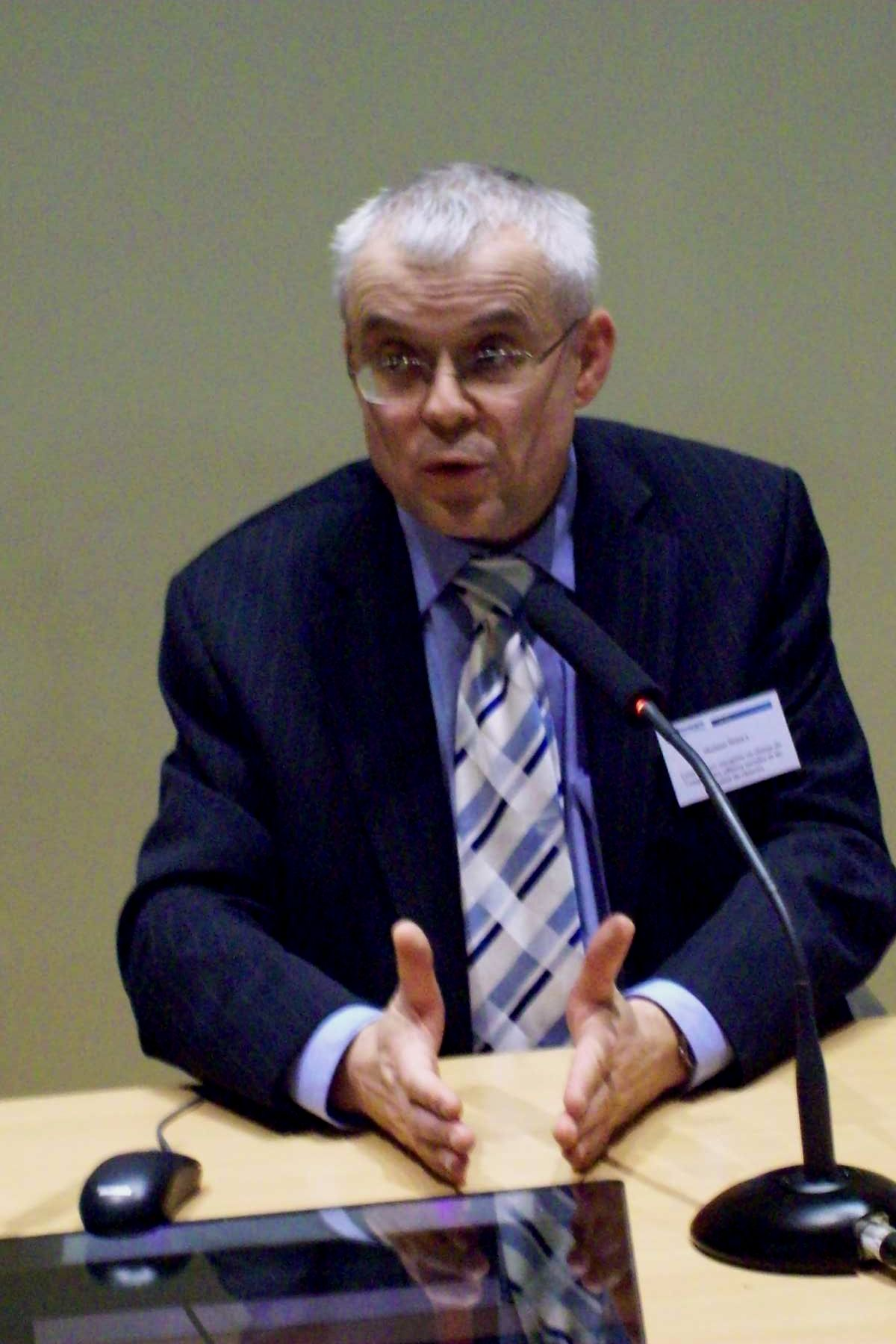
Владимир Шпидла — премьер-министр Чехии

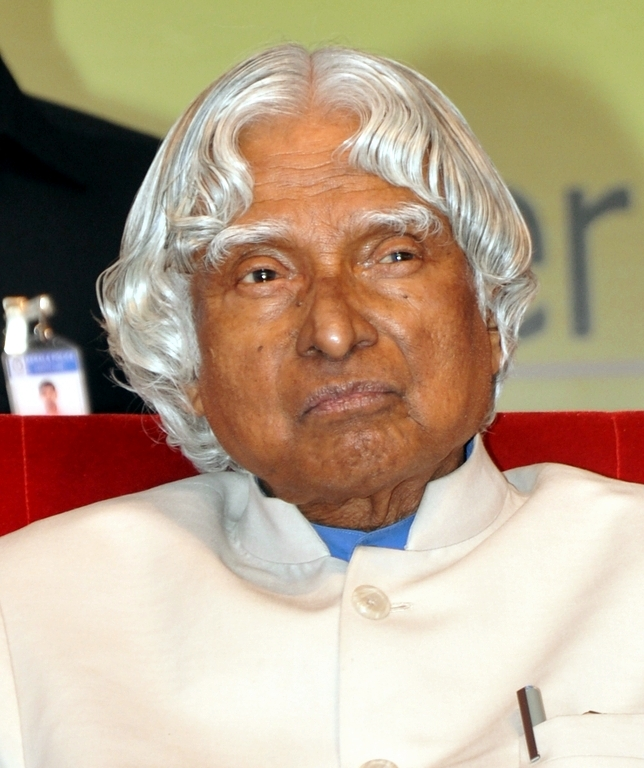
Абдул Калам — 11-й президент Индии

  - В воздушном пространстве Германии столкнулись пассажирский Ту-154 авиакомпании «Башкирские авиалинии» и грузовой «Боинг-757-200PF» компании DHL. Погибли все находившиеся на борту обоих самолётов (71 человек, в том числе 52 ребёнка)[164].
  - Вступил в действие новый уголовно-процессуальный кодекс (УПК) Российской Федерации[2][3].
  - Дания стала Председателем Совета Европейского союза (до 31 декабря 2002 года)[165].
  - Начало вещания международного телеканала «РТР-Планета»[166].
- 2 июля — американец Стив Фоссетт завершил первое в мире кругосветное путешествие на воздушном шаре[2].
- 2—16 июля — в финском Лахти состоялся 48-й чемпионат мира по стрельбе. Победу в общекомандном зачёте одержала сборная России[167].
- 5 июля — в результате взрыва на рынке Ларба, расположенном около Алжира, 29 человек погибли, 37 ранены[168].
- 7 июля
  - В Палестине введена в действие временная конституция[2].
  - Во время традиционного бега быков по улицам испанского города Памплона были ранены шесть человек[169].
- 9 июля
  - Организация Африканского Единства (ОАЕ), объединяющая 53 государства Африки, официально преобразована в Африканский союз[2].
  - Во Всеволожске (Ленинградская область) состоялось официальное открытие первого российского завода компании Ford Motor Company[170].
- 10 июля
  - Президент Украины Леонид Кучма подписал указ об интеграции Украины в НАТО[2].
  - Международная группа учёных обнаружила в пустыне Чада череп доисторического предка человека возрастом 7 миллионов лет[171].
- 11 июля — премьер-министром Республики Корея впервые в истории существования этого государства стала женщина: южнокорейский президент Ким Дэ Чжун назначил на пост и. о. главы правительства Чан Сан (до 31 июля 2002 года) и, кроме того, произвёл смену руководства в шести министерствах[172].
- 12 июля
  - С российской атомной подводной лодки К-44 «Рязань» из подводного положения запущен экспериментальный космический аппарат «Демонстратор-2», предназначенный для доставки на землю грузов с космической орбиты[173].
  - Конфликт вокруг острова Перехиль: марокканские военные высадились на испанском необитаемом островке Перехиль, около Сеуты, и водрузили два флага Марокко (18 июля марокканцы вытеснены с острова, 20 июля восстановлен статус-кво)[174][175].
  - Владимир Шпидла вступил в должность премьер-министра Чехии (до 19 июля 2004 года).
  - Директива 2002/58/ЕС
- 12—21 июля — в Перми состоялся 34-й чемпионат Европы по боксу. Победу в общекомандном зачёте одержала Россия[176].
- 14 июля — на Украине образована первая епархия римско-католической церкви[2].
- 15 июля
  - Македонский парламент утвердил новую инструкцию, в соответствии с которой албанский язык вводится в качестве второго официального языка во время работы парламента[2].
  - Армения и Тунис установили дипломатические отношения[177].
- 17 июля — в северо-западной китайской провинции Ганьсу археологи обнаружили гигантскую сеть пещер. Она протянулась на расстояние более 50 километров среди отвесных скал по обе стороны реки Цзинхэ и насчитывает 512 пещер и 5 колодцев[2].
- 18 июля — в Индии состоялись президентские выборы. Победу одержал 77-летний учёный Абдул Калам, опередивший Лакшми Сахгала.
- 20 июля
  - Вторая чеченская война: при перелёте из Северной Осетии в Ингушетию потерпел катастрофу, врезавшись в гору, вертолёт МИ-8. Все находившиеся на его борту 12 человек погибли[178].
  - Вторая конголезская война: В Претории (ЮАР) между президентом Демократической Республики Конго Жозефом Кабилой и руандийским президентом-тутси Полем Кагаме подписано мирное соглашение, предусматривающее вывод 20-тысячного контингента руандийской армии, официальное признание организаций тутси на территории Конго (RCD & MLC) и разоружение вооружённых формирований хуту.
- 21 июля — в результате взрыва на шахте «Юбилейная» в Первомайске Днепропетровской области (Украина) 6 человек погибли, 14 получили ранения[179].
- 22 июля
  - В США объявлено о самом крупном за всю историю страны банкротстве: эта процедура была запущена в отношении телекоммуникационной компании «WorldCom», авуары которой насчитывали более 100 млрд долларов[2].
  - Приостановила свою деятельность первая в мире онлайновая радиостанция KPIG[англ.]: у неё не нашлось денег на авторские отчисления[2].
  - Ян Петер Балкененде занял пост премьер-министра Нидерландов (до 14 октября 2010 года).
- 23 июля — президент США Джордж Буш подписал указ о создании на территории гор Юкка в штате Невада могильника для радиоактивных отходов[180][181].
- 24 июля—15 августа — в США состоялись крупномасштабные военные учения «Millennium Challenge 2002» («Вызов Тысячелетия 2002»). Эти учения считаются самыми крупнобюджетными в американской военной истории (250 миллионов долларов)[182].
- 24 июля
  - В России принят закон «Об обороте сельскохозяйственных земель»[3].
  - Национальная ассамблея избрала на должность президента Албании Альфреда Мойсиу (до 24 июля 2007 года)[183].
- 25 июля
  - Абдул Калам вступил в должность президента Индии (до 25 июля 2007 года).
  - В России принят закон «О противодействии экстремистской деятельности»[3].
- 26 июля — в результате взрыва метана на угольной шахте на юге Китая погибли 18 человек[184].
- 27 июля
  - Авиакатастрофа на авиашоу во Львове, самая крупная в истории мировых авиашоу: в результате падения Су-27 на зрителей по официальным данным погибли 77 человек[2][185].
  - При раскопках на юге Албании британским археологам удалось обнаружить шахматную фигуру, датируемую VI веком: эта находка свидетельствует, что европейцы начали играть в шахматы не в XII веке, как считалось прежде, а значительно раньше[186].
- 28 июля
  - Рядом с аэропортом «Шереметьево» через 2 минуты после взлёта разбился самолёт Ил-86 RA-86060 авиакомпании «Пулково». 14 человек погибли[187].
  - Вьетнам и Восточный Тимор установили дипломатические отношения[188].
- 30 июля — в США произошло крушение поезда, следовавшего по маршруту Чикаго — Вашингтон: пассажирский поезд сошёл с рельсов в Кенсингтоне (штат Мэриленд), примерно в 15 км к северу от американской столицы. 97 человек получили ранения[189].
- 31 июля
  - Фатос Нано назначен председателем Совета министров Албании (до 1 сентября 2005 года).
  - В Донецкой области (Украина) на шахте имени Засядько произошёл взрыв. 19 человек погибли[190].
  - Компании «IBM» и «PricewaterhouseCoopers» объявили о достигнутом соглашении по переходу «PwC Consulting» — дочерней фирмы «PwC», специализирующейся на предоставлении консалтинговых услуг и сервисов — в собственность «IBM»[191].
- 31 июля—4 августа — в Юрмале (Латвия) состоялся 1-й Международный конкурс молодых исполнителей популярной музыки «Новая волна».

### Август

Логотип телеканала «Россия» с 26 августа 2002 по 23 декабря 2008 года

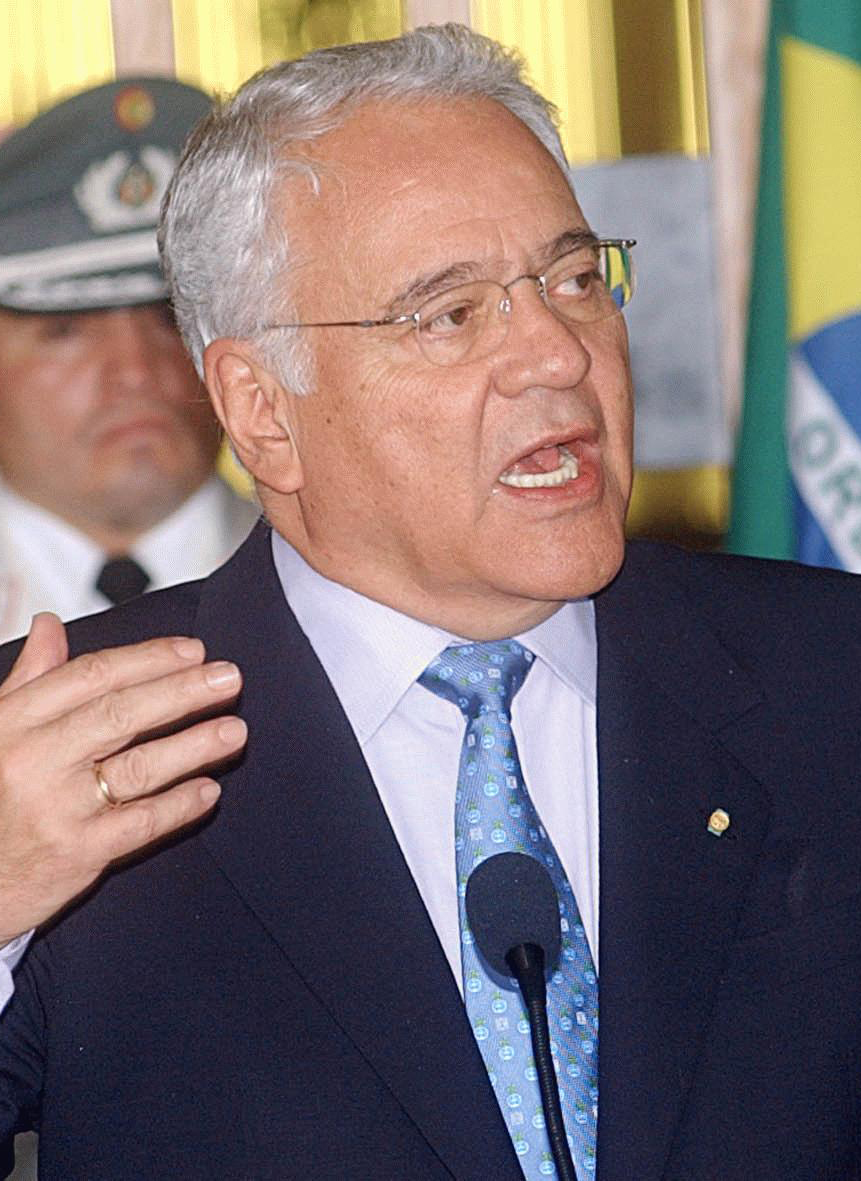
Гонсало Санчес де Лосада — 77-й президент Боливии.

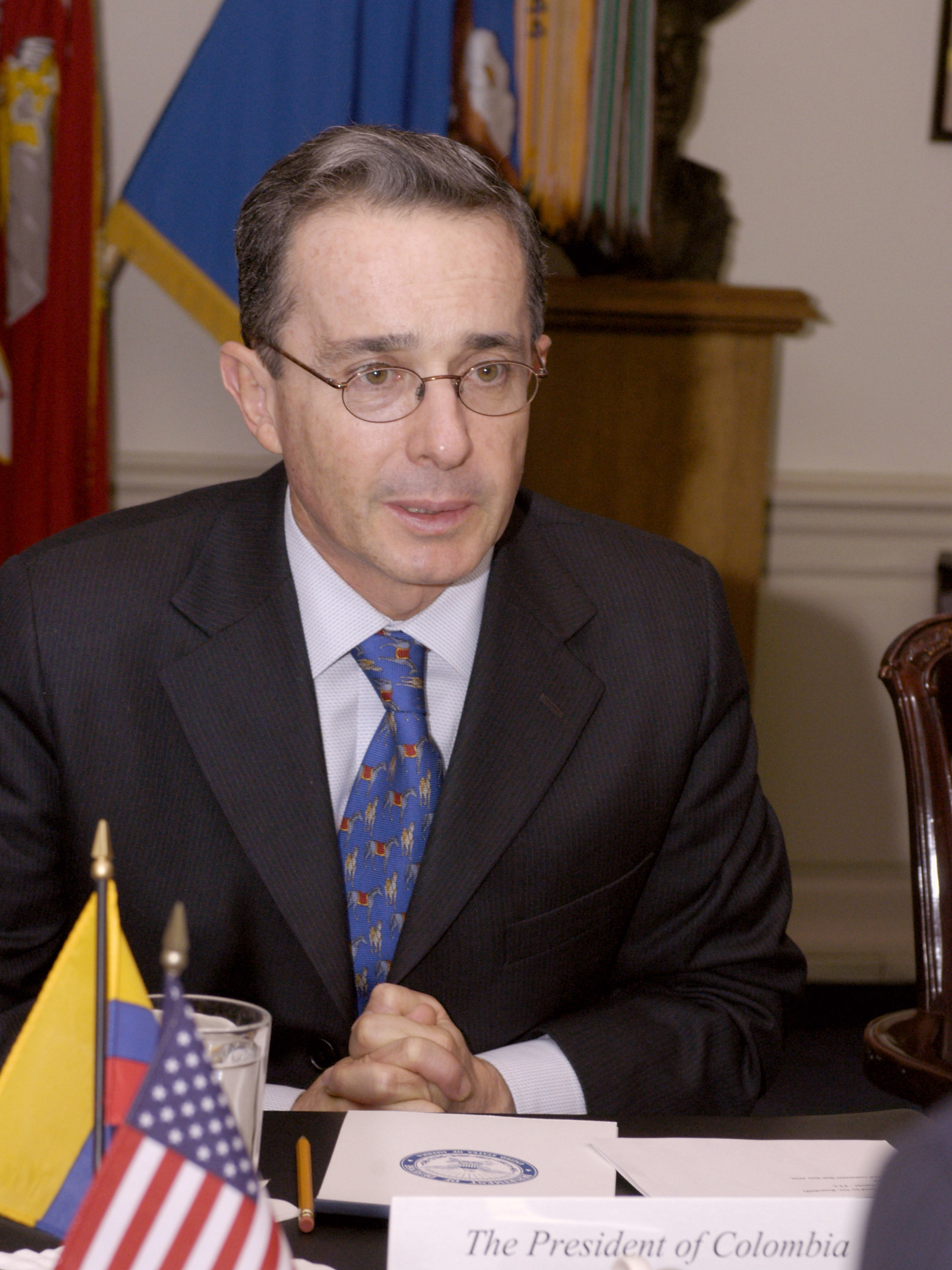
Альваро Урибе Велес — президент Колумбии.

- 2 августа — Сауфату Сопоанга вступил в должность премьер-министра Тувалу (до 27 августа 2004 года).
- 3 августа — парламент Турции проголосовал за пакет реформ, готовящих страну к вступлению в ЕС: отменена смертная казнь в мирное время, разрешена критика вооружённых сил страны, запрещена контрабанда людей и человеческих органов, смягчён запрет на использование курдского языка[192].
- 4 августа — США объявили о выделении Уругваю полуторамиллиардного кредита, предназначенного для спасения финансовой системы, оказавшейся на грани дефолта[193].
- 5 августа — Майкл Томас Сомаре вступил в должность премьер-министра Папуа — Новой Гвинеи (до 2 августа 2011 года).
- 6 августа
  - Хакеры взломали компьютерную сеть министерства обороны Японии[2].
  - Апелляционный суд США постановил, что СМИ имеют право на полный доступ и запечатление процедуры приведения в исполнения смертной казни в штате Калифорния[2][194].
  - Гонсало Санчес де Лосада вступил в должность президента Боливии (до 17 октября 2003 года).
  - Вторая чеченская война: в Шатое перед зданием комендатуры подорвался на фугасе ГАЗ-66 с военнослужащими: 10 человек погибли, 7 ранено[195].
- 6—11 августа — в Мюнхене состоялся 18-й чемпионат Европы по лёгкой атлетике. Победу в общекомандном зачёте одержала сборная России[196].
- 7 августа — Альваро Урибе Велес вступил в должность президента Колумбии (до 7 августа 2010 года).
- 9 августа
  - Чан Дэ Хван назначен и. о. премьер-министра Южной Кореи (до 10 сентября 2002 года).
  - Война в Афганистане: в результате взрыва бомбы в Джелалабаде (Афганистан) погибли 12 человек[197].
- 12 августа — самолёт Л-29 упал на лётное поле при выполнении учебно-тренировочного полёта в районе Мичуринска. Экипаж катапультировался[37].
- 13 августа — Война в Афганистане: вертолёт AH-64A «Апач» Армии США разбился по техническим причинам во время полёта к югу от Кабула. 2 человека получили ранения[198].
- 14 августа — Кинзанг Дорджи вступил в должность премьер-министра Бутана (до 30 августа 2003 года).
- 19 августа — Вторая чеченская война: в Чечне около военной базы Ханкала из ПЗРК «Игла» был сбит военно-транспортный вертолёт Ми-26. 127 человек погибли. Самая крупная в мире катастрофа с участием вертолёта по количеству жертв[199].
- 20 августа — корпорация «General Motors» объявила об отзыве 700 000 автомобилей, произведённых в 2000 году: в пикапах и микроавтобусах «Chevrolet» и «GMC» были выявлены неполадки в подушках безопасности[2].
- 21 августа
  - В Москве убит депутат Госдумы РФ от партии «Либеральная Россия» Владимир Головлёв[200].
  - В пустыне на севере штата Аризона прошли успешные испытания прототипов марсохода «Spirit»[2].
- 22 августа
  - Столица Австралии Канберра стала первым городом страны, где узаконены аборты[2][201].
  - Власти Таиланда запретили использовать слонов для передвижения по городским улицам[2][202].
  - Остров Норфолк объявил себя зоной, свободной от мобильных телефонов (запрет на пользование мобильными телефонами действовал на острове до апреля 2007 года)[2].
  - В результате взрыва газа в общежитии города Когалым (Ханты-Мансийский АО) 8 человек погибли, 1 ранен[203].
  - В Непале самолёт De Havilland Canada DHC-6 Twin Otter 300 авиакомпании «Shangri-La Air», следовавший рейсом Джомсом — Покхара, врезался в гору. 18 человек погибли[204].
- 24 августа — на конституционном референдуме в Азербайджане принят ряд поправок в основной закон, связанных в том числе с реформированием избирательной системы и структуры власти.
- 26 августа
  - РТР сменило название телеканала «Россия»[205][206].
  - Парламент Грузии принял решение о выходе страны из состава СНГ и полном выводе военных баз и миротворческих сил с грузинской территории[2][207].
  - Вторая чеченская война: в Шали уничтожен известный полевой командир Асламбек Абдулхаджиев[208][209].
- 28 августа — Тео-Бен Гурираб назначен на пост премьер-министра Намибии (до 21 марта 2005 года).
- 28 августа—7 сентября — состоялся 59-й международный венецианский кинофестиваль. Награду за лучший фильм («Золотой лев») получила драма Питера Маллана «Сёстры Магдалины»[210].
- 29 августа—8 сентября — в Индианаполисе состоялся 14-й чемпионат мира по баскетболу среди мужчин. Победу одержала сборная Югославии. Второе место заняла сборная Аргентины, третье — сборная Германии.
- 30 августа
  - Под Хабаровском открыт мост через Амурскую протоку длиной 750 метров[2].
  - Генри Купрашвили в древнегрузинском военно-тренировочном стиле, связанный в четырёх местах по рукам и ногам, первым в истории человечества переплыл пролив Дарданеллы, проплыв 12 километров за 3 часа и 15 минут.
- 30 августа—15 сентября — в Германии состоялся 14-й чемпионат мира по волейболу среди женщин. Победу одержала сборная Италии, второе место заняла сборная США, третье — сборная России.
- 31 августа — Вторая чеченская война: в районе села Бешил-Ирзу из ПЗРК сбит вертолёт Ми-24П ВС РФ. Оба члена экипажа погибли[211].
- Август — в Европе произошло крупнейшее за последние 100 лет наводнение: сильнее всего пострадали Чехия, Австрия, Германия, Словакия, Польша, Венгрия, Румыния и Хорватия.

### Сентябрь
- 1 сентября

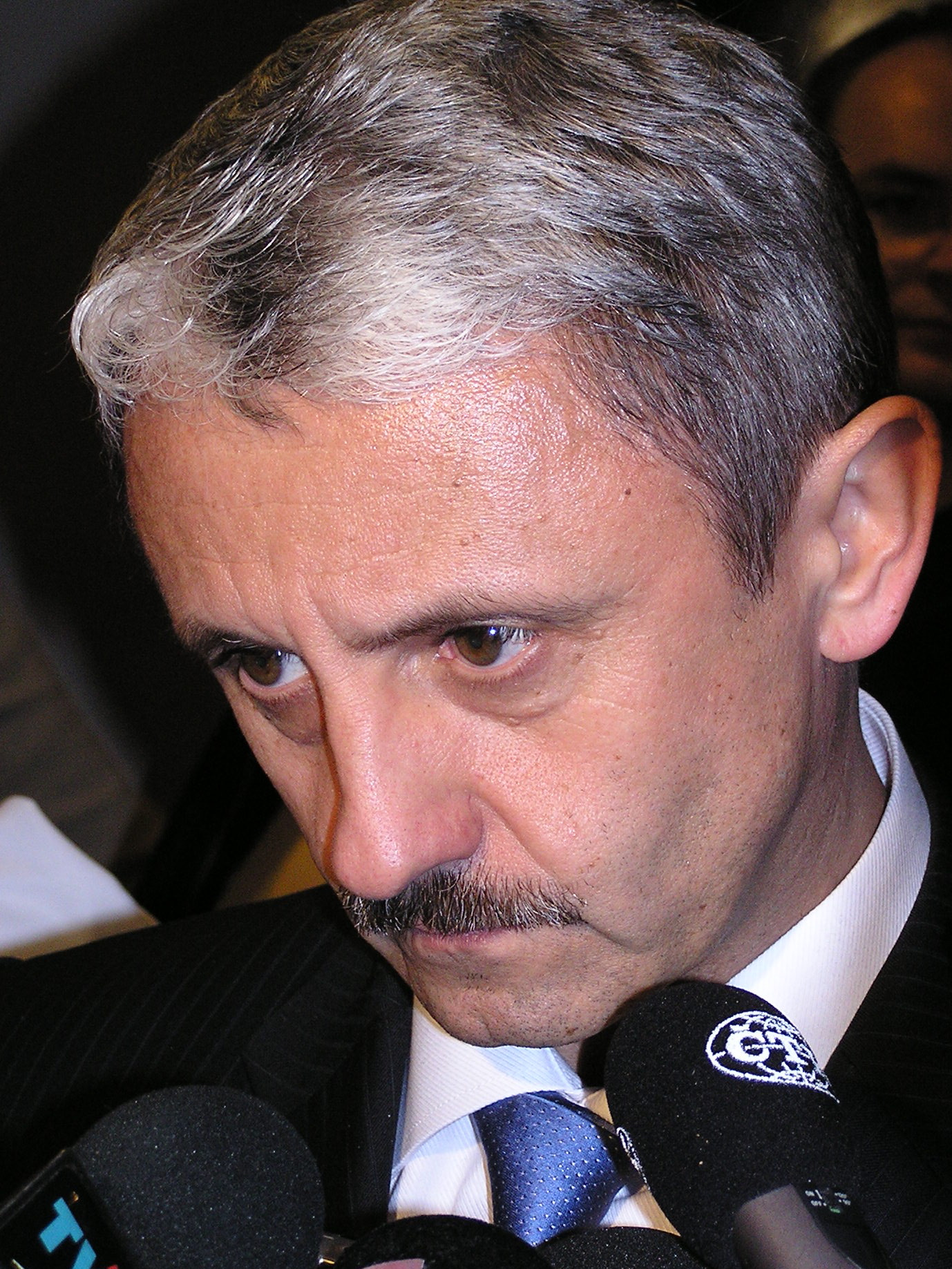
Микулаш Дзуринда — премьер-министр Словакии

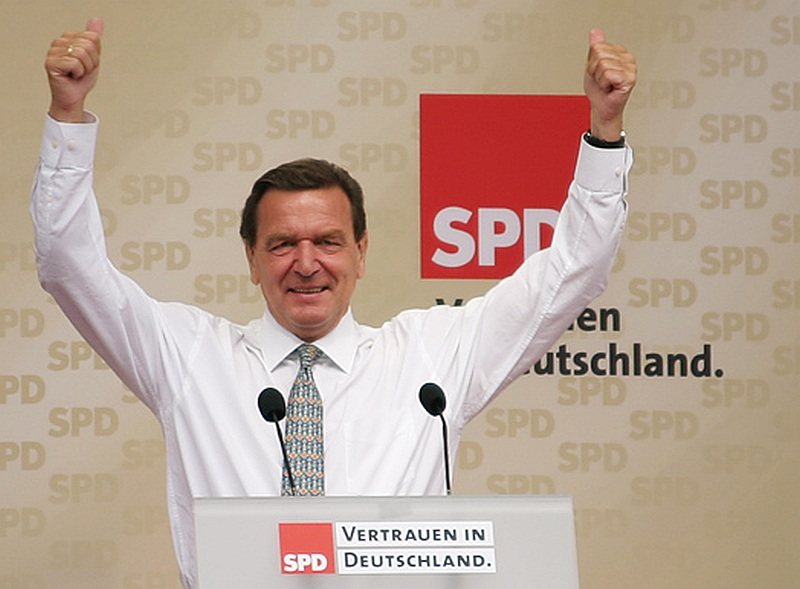
Федеральный канцлер Германии Герхард Шрёдер

  - Вступил в силу новый Арбитражный процессуальный кодекс Российской Федерации.[источник не указан 776 дней]
  - Супачаи Панитчпакди вступил в должность Генерального директора Всемирной торговой организации (до 1 сентября 2005 года)[212].
- 2 сентября
  - ОРТ и ОРТ-Международное сменили названия на «Первый канал» и «Первый канал. Всемирная сеть»[213].
  - У берегов Индонезии произошло землетрясение магнитудой до 7. Погибли около 50 человек[2].
- 3 сентября — Вторая чеченская война: в окрестностях Шали на радиоуправляемом фугасе подорвался КамАЗ с милиционерами. 8 человек погибли, 11 получили ранения[195].
- 4 сентября — в результате взрыва на угольной шахте в китайской провинции Хунань 33 человека погибли, 6 пропали без вести[214].
- 5 сентября
  - Распоряжением Правительства России создано ФГУП «Почта России»[215].
  - Война в Афганистане: в результате взрыва бомбы в Кабуле погибли 22 человека[216].
- 6 сентября
  - Вторая чеченская война: 3 милицейских УАЗа попали в засаду под Итум-Кали. В перестрелке погибли 6 и ранены 4 милиционера[195].
  - Яджуддин Ахмед вступил в должность президента Бангладеш (до 12 февраля 2009 года)[217][218].
- 8 сентября
  - Международный валютный фонд одобрил выделение Бразилии займа в размере $30,4 миллиарда долларов с целью предотвращения спада экономики этой страны[2].
  - В России состоялся первый тур выборов губернатора Красноярского края. Во второй тур вышли Александр Усс (27,26 % голосов избирателей) и Александр Хлопонин (25,25 %). Явка составила 47,20 %[14].
- 9 сентября — самолёт F-16C Block 30J «Файтинг Фалкон» ВВС США разбился в штате Нью-Мексико. Пилот погиб[219][220].
- 10 сентября
  - Ким Сок Су назначен на пост премьер-министра Южной Кореи (до 26 февраля 2003 года)[221].
  - Швейцария принята в члены ООН[222].
  - В индийском штате Бихар упал с моста в реку Дхаве пассажирский поезд. 118 человек погибли, около 150 получили ранения[133].
- 12 сентября
  - Суд греческого города Салоники признал антиконституционным запрет, наложенный греческим правительством на компьютерные игры[2].
  - Президент США Джордж Буш объявил о намерении Соединённых Штатов снова стать членом ЮНЕСКО, из состава которой они вышли 18 лет назад (США восстановлены в ЮНЕСКО 29 сентября 2003 года)[223][224].
- 14 сентября — Австралия и Бутан установили дипломатические отношения[225].
- 14—25 сентября — в Китае состоялся 14-й чемпионат мира по баскетболу среди женщин. Победу одержала сборная США, второе место заняла сборная России, третье — сборная Австралии.
- 15 сентября
  - В Македонии состоялись парламентские выборы. Больше всего мест в Собрании получил блок левых партий «Вместе для Македонии» (41,58 % голосов, 60 мест). Второе место занял блок правых партий ВМРО-ДПМНЕ и ЛПМ (25,02 % голосов, 33 места)[85].
  - В Швеции состоялись парламентские выборы. Победу одержала шведская Социал-демократическая Рабочая Партия (40,0 % голосов избирателей, 144 места в риксдаге). Второе место заняла Умеренная коалиционная партия (14,9 % голосов, 58 мест). В итоге коалиция левых партий получила в парламенте 191 место из 349, у правоцентристского блока осталось 158 мест[85][226][227].
- 16 сентября — в Абилине (штат Техас) была задушена 22-летняя журналистка и телеведущая Дженнифер Серво. Убийца не найден. Это убийство получило широкий резонанс в американском обществе[228].
- 17 сентября
  - Россия и Сент-Винсент и Гренадины установили дипломатические отношения[229][230].
  - Украина и Гондурас установили дипломатические отношения[231].
- 18 сентября — в результате взрыва грузовика с газовыми баллонами в центре индийского города Атхур (штат Тамилнад) погибли 14 человек[232].
- 19 сентября
  - Солдаты, уволенные из армии по подозрению в нелояльности властям, начали наступление на Абиджан. Начало гражданской войны в Кот-д’Ивуаре.
  - Вертолёт Ми-24 ВС РФ, выполнявший учебно-тренировочный полёт, упал в районе деревни Верхняя Вырка (Калужская область). 3 человека погибли[37].
- 20 сентября
  - На Кармадонское ущелье в Северной Осетии сошёл ледник Колка. 19 человек погибли, 106 пропали без вести. Среди пропавших — съёмочная группа фильма «Связной» Сергея Бодрова-младшего[2][233].
  - Сингапур и Бутан установили дипломатические отношения[225].
- 20—21 сентября — парламентские выборы в Словакии. По итогам выборов партии Словацкий демократический и христианский союз (15,1 % голосов, 28 мест в Народной Раде), Христианско-демократическое движение (8,3 %, 15 мест), Альянс новых граждан (8,0 %, 15 мест) и Партия венгерской коалиции (11,2 %, 20 мест) сформировали правящую коалицию. Премьер-министром страны остался Микулаш Дзуринда. Явка на выборах составила 70,07 %.
- 22 сентября
  - Парламентские выборы в Германии: «красно-зелёная коалиция» СДПГ (38,5 % голосов, 251 место в бундестаге) и «зелёных» (8,6 %, 55 мест) во главе с Герхардом Шрёдером осталась у власти.
  - В России состоялся второй тур выборов губернатора Красноярского края. Победу одержал Александр Хлопонин (48,07 % голосов избирателей). Его соперник Александр Усс набрал 41,83 %. Явка составила 46,08 %[14].
- 23 сентября — в Бельгии вступил в силу закон об эвтаназии[2][234].
- 23—25 сентября — Вторая чеченская война: рейд боевиков на Ингушетию: около 300 чеченских боевиков вторглись с территории Грузии на территорию Ингушетии. В результате боестолкновения с частями ВС РФ у села Галашки 76 боевиков были убиты, 5 взяты в плен. Потери российской армии составили 12 человек убитыми и 17 ранеными, также из ПЗРК был сбит 1 вертолёт Ми-24 и подбито 2 БТРа[235].
- 25 сентября
  - В районе посёлков Мама и Витимский Мамско-Чуйского района Иркутской области упал Витимский болид[2][236].
  - С космодрома Байконур осуществлён запуск ракеты-носителя Союз-ФГ с транспортным грузовом космическим кораблём Прогресс М1-9. Экспедиция по снабжению МКС (сведён с орбиты 1 февраля 2003 года)[237].
- 26 сентября — у берегов Гамбии затонул сенегальский пассажирский паром «Джула». 1863 человека погибли[238].
- 27 сентября
  - Вторая чеченская война: в центре Махачкалы убит начальника Управления по борьбе с экстремизмом и уголовным терроризмом МВД Дагестана Ахвердилав Акилов[239].
  - На 57-й Генеральной Ассамблее ООН состоялись выборы новых непостоянных членов Совета безопасности ООН. Новыми непостоянными членами на 2 года избраны Ангола, Пакистан, Чили, Германия и Испания. Свою работу в Совбезе они начали с 1 января 2003 года[240].
  - Восточный Тимор принят в члены ООН[241].
  - В пакистанской провинции Белуджистан упали с моста восемь вагонов пассажирского поезда. 16 человек погибли, около 70 получили ранения[133].
- 28 сентября—13 октября — в Аргентине состоялся 15-й чемпионат мира по волейболу сред мужчин. Победу одержала сборная Бразилии, второе место заняла сборная России, третье — сборная Франции.
- 29 сентября—14 октября — в Пусане (Южная Корея) состоялись XIV Азиатские игры. Победу в общекомандном зачёте одержал Китай, второе место заняла Южная Корея, третье — Япония[242].

### Октябрь

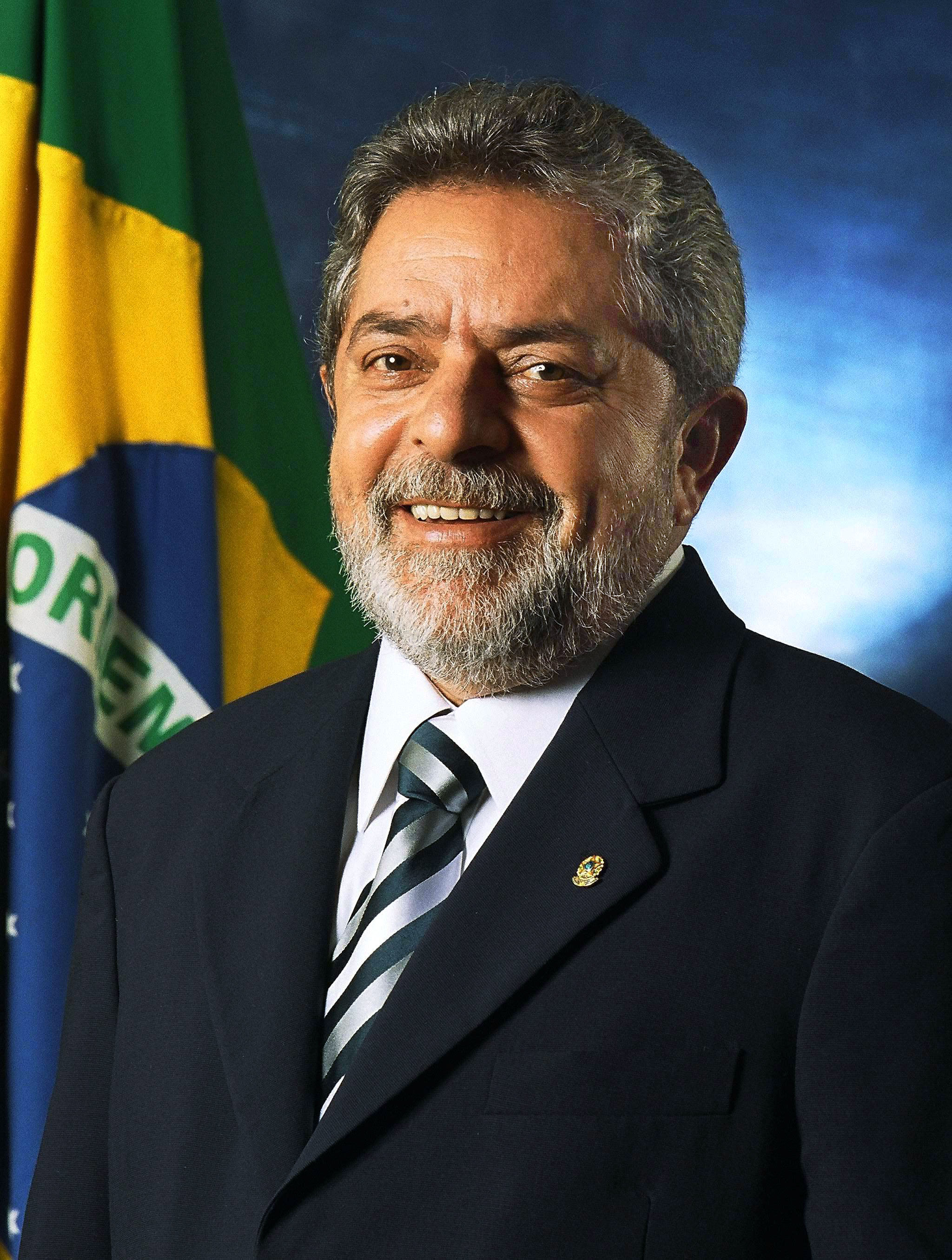
Луис Инасиу Лула да Силва — избранный президент Бразилии

- 1 октября — Мауро Кьяруцци и Джузеппе Морганти вступили в должность капитанов-регентов Сан-Марино (до 1 апреля 2003 года).
- 2 октября — в результате взрыва нефтепровода на юге Нигерии 20 человек погибли, десятки получили ранения[243].
- 5 октября
  - В Латвии состоялись парламентские выборы. Больше всего мест в Сейме получила партия «Новое время» (23,9 % голосов избирателей, 26 мест). Второе место заняла партия «За права человека в единой Латвии» (19,0 % голосов, 25 мест), третье — «Народная партия» (16,6 % голосов, 20 мест).
  - Американский суд приговорил российского хакера Василия Горшкова к трём годам лишения свободы и возмещению убытков в размере 690 000 долларов[2][244].
  - Состоялись выборы в Президиум Боснии и Герцеговины. Членами Президиума избраны Драган Чович (от хорватов), Мирко Шарович (от сербов) и Сулейман Тихич (от боснийцев)[245].
- 7 октября
  - 111-й старт (STS-112) по программе Спейс Шаттл. 26-й полёт шаттла Атлантис. Экипаж — Джеффри Эшби, Памелла Мелрой, Дэвид Вулф, Пирс Селлерс, Сандра Магнус, Фёдор Юрчихин (Россия).
  - Мария даш Невеш назначен на пост премьер-министра Сан-Томе и Принсипи (до 18 сентября 2004 года)[246][247].
  - В Кишинёве состоялось заседание Совета глав государств СНГ[248].
- 9 октября
  - Инцидент с Boeing 747 над Беринговым морем: у самолёта Boeing 747-451 авиакомпании Northwest Airlines, совершавшего рейс из Детройта в Нариту, внезапно заклинило вертикальный хвостовой стабилизатор. Экипаж смог благополучно посадить самолёт в Анкоридже (штат Аляска), жертв не было[249].
  - Дрис Жетту назначен премьер-министром Марокко (до 15 октября 2007 года)[250].
  - Военный министр Израиля Биньямин Бен-Элиэзер отдал приказ ликвидировать ряд еврейских поселений на Западном берегу реки Иордан.
- 9—16 октября — в России прошла перепись населения[251].
- 10 октября
  - Вторая чеченская война: в Грозном взорвано здание Заводского РОВД. Погибли 25 человек[252].
  - Конгресс США принял резолюцию, разрешившую ведение боевых действий против Ирака[3].
- 11 октября
  - Локендра Бахадур Чанд вступил в должность премьер-министра Непала (до 5 июня 2003 года).
  - В результате взрыва бомбы в универмаге финского города Вантаа 7 человек погибли, 10 получили ранения[253].
- 12 октября — в результате трёх взрывов в ночном клубе на острове Бали (Индонезия) погибли по меньшей мере 182 человека, пострадали 300. Большинство погибших — иностранные туристы[254].
- 14 октября — православие объявлено в Грузии официальной государственной религией[2].
- 15 октября
  - В Ираке состоялся референдум по вопросу продления президентских полномочий Саддама Хусейна. По официальным данным, 100 % избирателей проголосовали за продление полномочий Хусейна сроком на 7 лет[255].
  - Обанкротилась американская компания-разработчик и изготовитель графических процессоров трёхмерной графики и видеокарт 3dfx Interactive[256].
- 17 октября
  - Вторая чеченская война: в районе Комсомольского разбился вертолёт Ми-8МТВ-2 МВД России: он зацепился за линию электропередач, уклоняясь от обстрела с земли. 3 человека погибли[257].
  - Вторая чеченская война: вертолёт Ми-8 ВС РФ упал в реку Терек. 1 человек погиб, 4 получили ранения, 2 пропали без вести[37].
  - В филиппинском городе Замбоанга в торговом центре произошёл взрыв бомбы. 3 человека погибли, 55 получили ранения[258].
- 18 октября
  - В центре Москвы убит губернатор Магаданской области Валентин Цветков[259].
  - Хорватия и Камерун установили дипломатические отношения[260].
  - Вертолёт Ми-26 Федеральной пограничной службы России потерпел катастрофу на Камчатке. 2 человека погибли, 4 получили ранения[37].
- 19 октября
  - Взрыв ресторана «Макдоналдс» в Москве, устроенный чеченскими террористами: 1 человек погиб, 8 получили ранения[261].
  - Жители Ирландии на референдуме проголосовали за вступление в Евросоюз 10 новых государств («за» проголосовали 60 % избирателей)[2].
  - Открыт Копенгагенский метрополитен.
- 21 октября — Арабо-израильский конфликт: в населённом пункте Пардес-Хана на севере Израиля взорван пассажирский автобус. 16 человек погибли, около 45 получили ранения[262].
- 22 октября
  - В России состоялся первый тур выборов президента Калмыкии. Во второй тур вышли действующий глава региона Кирсан Илюмжинов(47,06 % голосов избирателей) и Баатр Шонджиев (13,61 % голосов). Явка составила 66,87 %[14].
  - Европейская комиссия рекомендовала принять в Евросоюз 10 стран: Венгрию, Кипр, Литву, Латвию, Мальту, Польшу, Словакию, Словению, Чехию и Эстонию[85].
- 23 октября — в таиландском городе Чианг-Рай убит лидер лаосских повстанцев-хмонгов Па Као Хэ[263].
- 23—24 октября — в Туркестане состоялся 2-й Всемирный курултай казахов[264].
- 23—26 октября — захват заложников в театральном центре на Дубровке в Москве: группа вооружённых боевиков захватила и удерживала заложников из числа зрителей мюзикла «Норд-Ост» в здании Дома культуры ОАО «Московский подшипник». В результате операции по освобождению заложников были уничтожены все террористы, при этом погибли и 130 человек из числа заложников, более 700 получили ранения[3][265].
- 24 октября
  - Ливия заявляла о выходе из состава Лиги арабских государств (решение о выходе было отозвано 16 января 2003 года).
  - Совет Безопасности ООН единогласно принял резолюцию № 1440, осуждающую захват заложников в Москве.
- 25 октября—11 ноября — в городе Блед (Словения) состоялась 35-я шахматная олимпиада. Победы одержали: сборная России (среди мужчин) и сборная Китая (среди женщин).
- 27 октября
  - В России состоялся второй тур выборов президента Калмыкии. Победу одержал действующий глава региона Кирсан Илюмжинов (57,21 % % голосов избирателей). Его соперник Баатр Шонджиев набрал 38,04 % голосов. Явка составила 68,69 %[14].
  - В Бразилии состоялись президентские выборы. Победу одержал Луис Инасиу Лула да Силва (61.3 % голосов избирателей; вступил в должность 1 января 2003 года; до 1 января 2011 года). Второе место занял Жозе Серра (38.7 % голосов). явка составила 82,3 %[266].
- 28 октября
  - В результате взрыва бомбы в индийском штате Западная Бенгалия погибли 14 человек[267].
  - Мирко Шарович занял пост Председателя Президиума Боснии и Герцеговины (до 2 апреля 2003 года).
- 29 октября — Вторая чеченская война: вертолёт Ми-8МТ МВД России сбит в районе Ханкалы. 4 человека погибли[44].
- 30 октября
  - У подъезда своего дома убит мэр Таганрога Сергей Шило[268][269].
  - Старт космического корабля Союз ТМА-1. Экипаж старта — Ю. В. Лончаков, С. В. Залётин и Франк Де Винне (Бельгия).
- Октябрь
  - Обанкротилась французская компания-разработчик и издатель компьютерных игр Cryo Interactive[270].
  - По обвинению в коррупции и уклонению от налогов в Китае арестовано несколько крупнейших бизнесменов страны (Ян Бинь, Лю Сяоцин, Гаю Юн). Исполнительный директор крупнейшей в Китае автомобильной кампании Ян Жун бежал из страны.

### Ноябрь

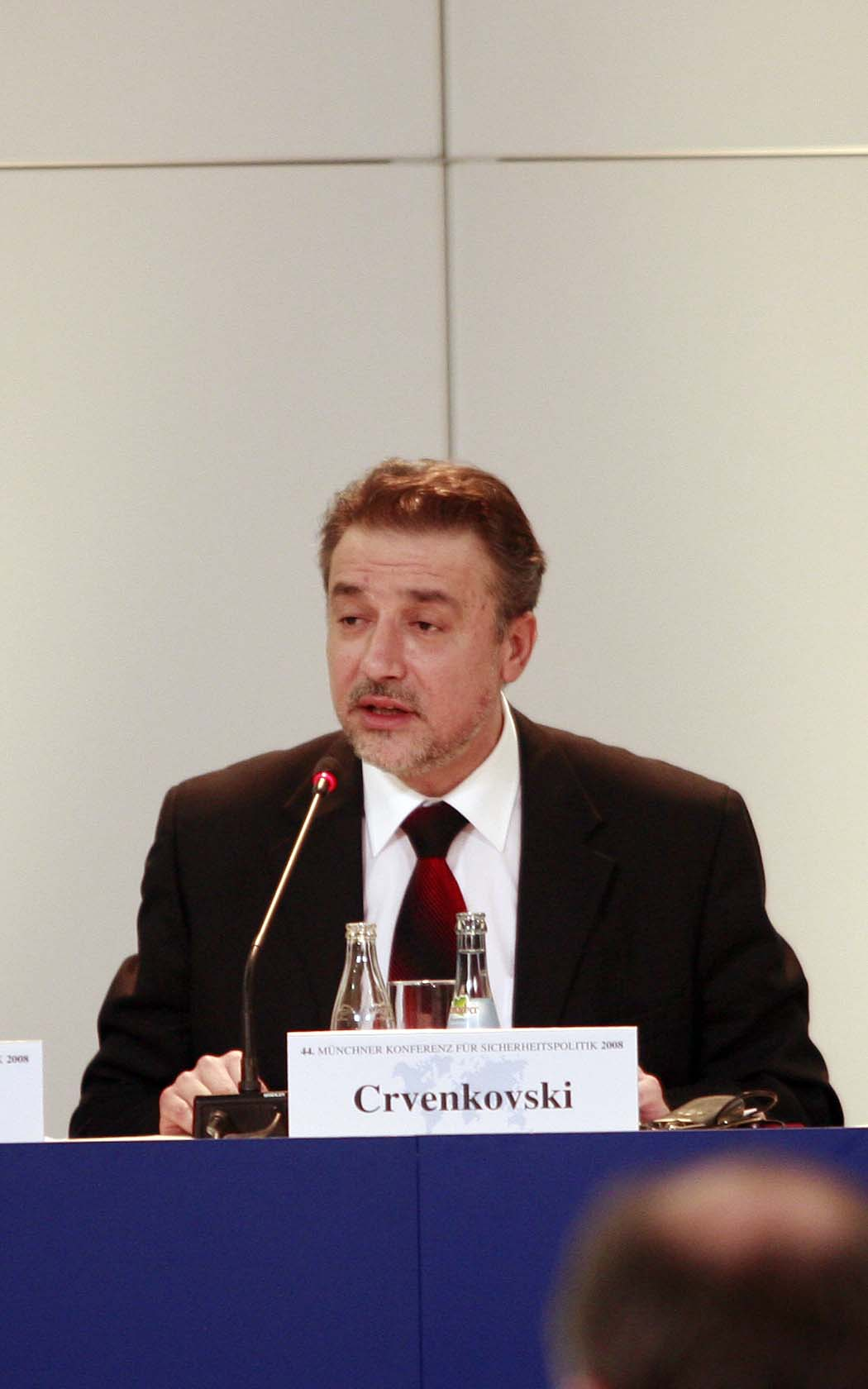
Бранко Цвенковский — премьер-министр Македонии

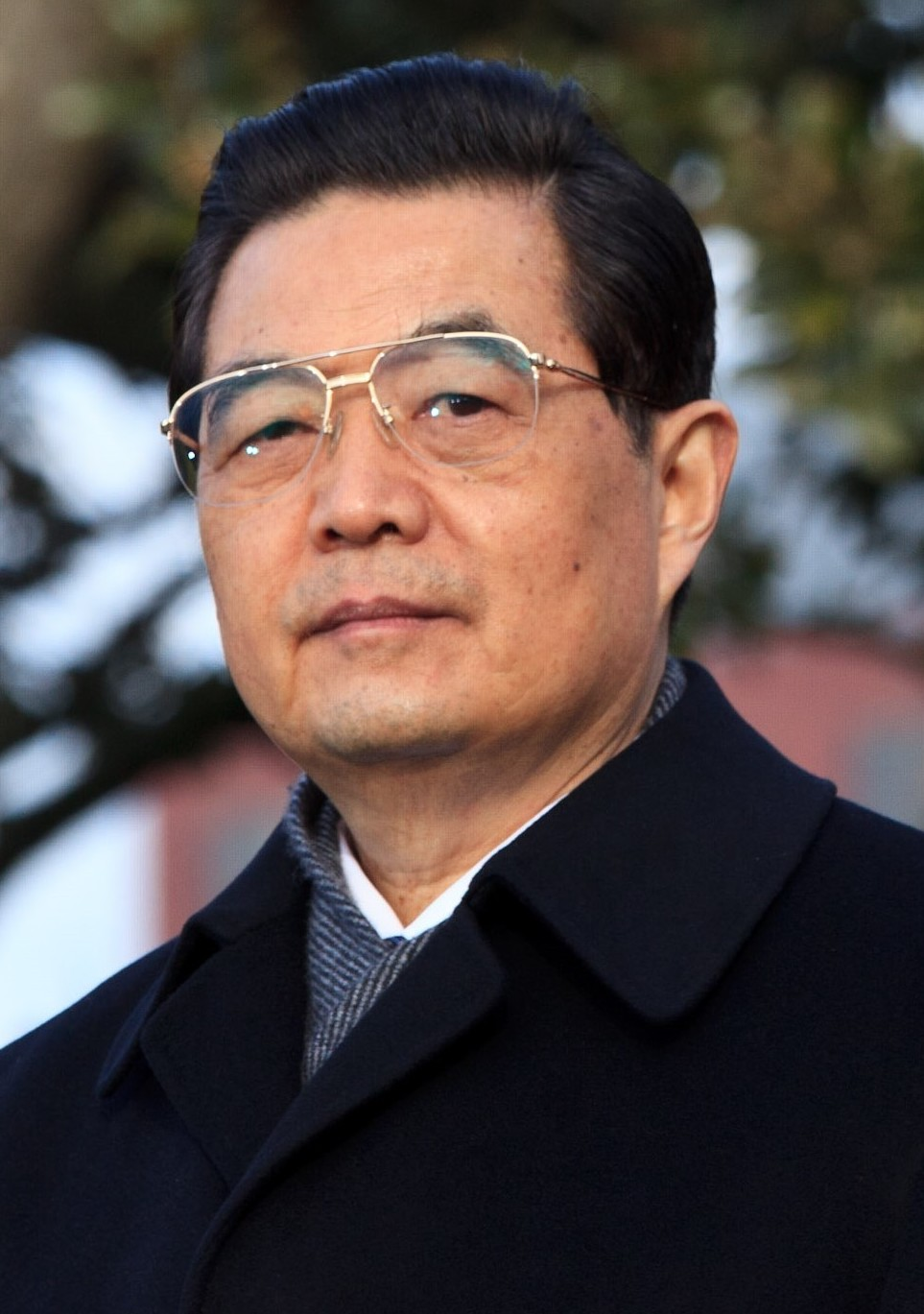
Ху Цзиньтао — Генеральный секретарь ЦК коммунистической партии Китая

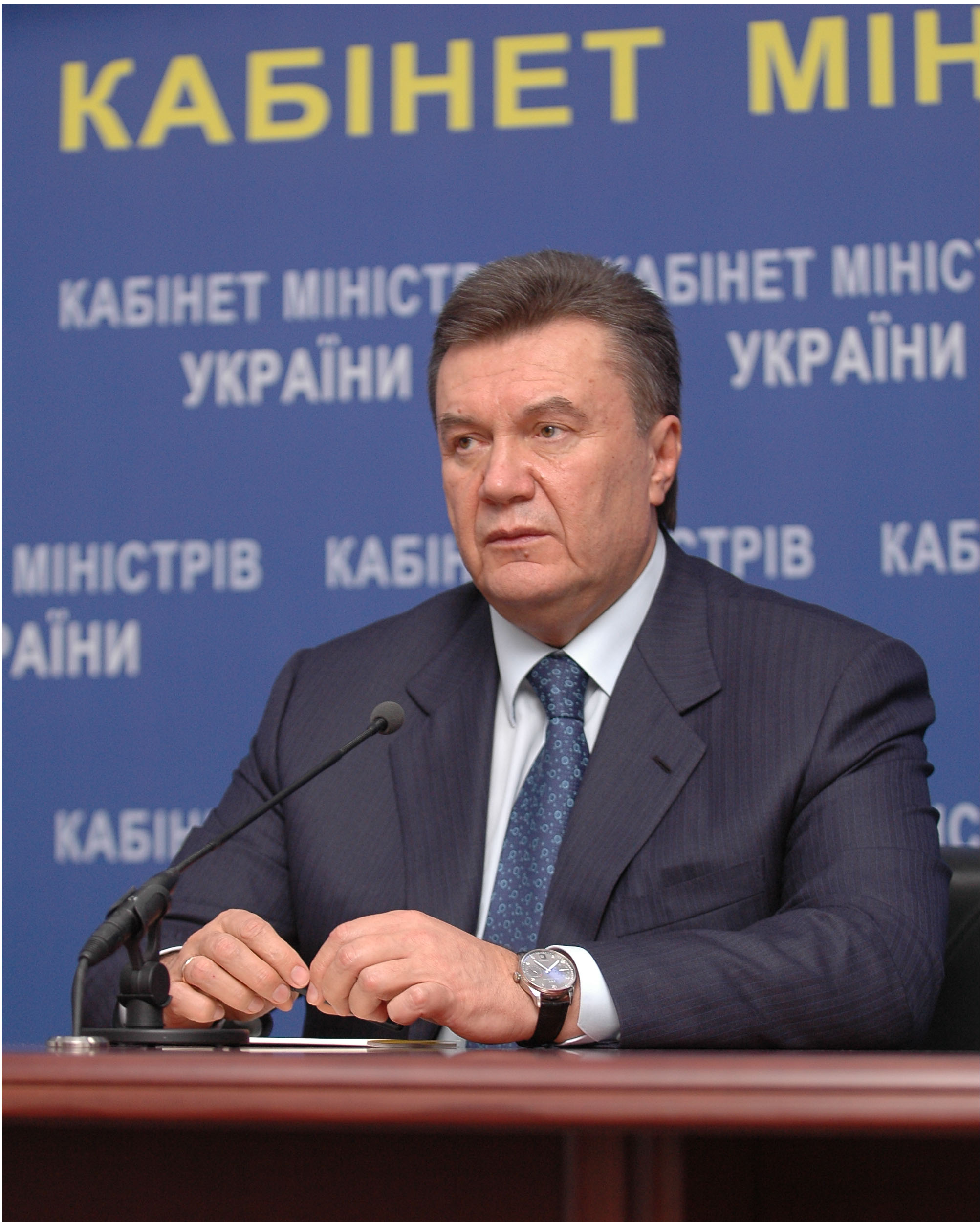
Виктор Янукович — премьер-министр Украины

- 1 ноября — Бранко Црвенковский вступил в должность премьер-министра Македонии (до 12 мая 2004 года).
- 3 ноября
  - Вторая чеченская война: вертолёт Ми-8МТ ВС РФ был сбит из ПЗРК возле Ханкалы. 9 человек погибли[271][272].
  - Землетрясение в национальном парке Денали (Аляска, Соединённые Штаты Америки) магнитудой 7,9 Mw — крупнейшее по силе землетрясение за последние 150 лет[273].
  - Лидер победившей на парламентских выборах в Турции «Партии справедливости и развития» Реджеп Эрдоган получил право сформировать новое правительство. Бывшая правящая партия — «Демократическая» — по результатам этих выборов не получила в парламенте ни одного места.
- 4 ноября — Идрисса Сек назначен на пост премьер-министра Сенегала (до 21 апреля 2004 года)[274].
- 5 ноября
  - Эйнарс Репше занял пост премьер-министра Латвии (до 9 марта 2004 года).
  - КНДР и Восточный Тимор установили дипломатические отношения[275].
- 7 ноября
  - В Гибралтаре состоялся референдум по вопросу совместного суверенитета Великобритании и Испании над островом. Против высказались 98,48 % избирателей. Явка составила 87,9 %[276].
  - В Редмонде (штат Вашингтон) в штаб-квартире Microsoft официально представлена аппаратно-программная платформа для планшетных компьютеров Microsoft Tablet PC. Начало эры планшетных компьютеров[277].
- 8—15 ноября — в Пекине состоялся XVI Всекитайский съезд Коммунистической партии Китая.
- 10 ноября
  - приземление корабля Союз ТМ-34. Экипаж посадки — Ю. В. Лончаков, С. В. Залётин и Франк Де Винне (Бельгия).
  - Арабо-израильский конфликт: Два арабских террориста ворвались в кибуц Мецер на машине и расстреляли 5 человек, в том числе двое детей 4 и 5 лет, 3 человека ранены.
  - в Словении прошёл первый тур президентских выборов.
- 11 ноября
  - В Санкт-Петербурге на Балтийском вокзале произошла авария: электропоезд без машиниста вылетел на перрон. В результате происшествия погибли 4 и ранены 9 человек[278].
  - Вторая чеченская война: вертолёт Ми-24 потерпел аварию в районе Ханкалы и сгорел. Пострадавших нет[279].
  - В Брюсселе состоялся 10-й по счёту саммит Россия — ЕС. Главные темы саммита: вопрос о пересечении жителями Калининградской области польской и литовской границ после вступления этих стран в ЕС и ситуация в Чечне[280].
- 14 ноября — Аргентина объявила дефолт по кредитам Всемирного банка.
- 15 ноября
  - Ху Цзиньтао сменил Цзян Цзэминя в должности Генерального секретаря ЦК КПК (до 15 ноября 2012 года).
  - В ЮАР (провинция Квазулу-Натал) в результате крупной автокатастрофы (столкновение микроавтобуса с трейлером) погибли 18 человек[281].
- 17 ноября
  - Во Владикавказе в непосредственной близости от республиканского стадиона «Спартак» произошли два взрыва. Пострадавших нет[282].
  - Марио Пиреш занял пост премьер-министра Гвинеи-Бисау (до 14 сентября 2003 года)[283][284].
- 18 ноября — Абдулла Гюль занял пост премьер-министра Турции (до 14 марта 2003 года).
- 18—26 ноября — в Варшаве состоялся чемпионат мира по тяжёлой атлетике. Победу в общекомандном зачёте одержал Китай[285].
- 19 ноября — танкер «Престиж», перевозящий 73 000 тонн мазута, разломился надвое в 250 км от северо-западного побережья Испании. В море вылилось более 5 тысяч тонн мазута[286].
- 20—24 ноября — в Дебрецене (Венгрия) состоялся 36-й чемпионат мира по спортивной гимнастике. Победу в общекомандном зачёте одержала Румыния.
- 21 ноября
  - Верховная рада Украины дала согласие на назначение на пост премьер-министра Виктора Януковича, кандидатура которого была предложена президентом (до 5 января 2005 года)[287].
  - Арабо-израильский конфликт: в результате взрыва в рейсовом автобусе в Иерусалиме, устроенном террористом-смертником, 10 человек погибли и около 40 получили ранения[288].
  - В результате взрыва на хлебозаводе в алжирском городе Себду погибли 10 человек[289].
- 21—22 ноября — в Праге состоялся саммит стран-членов НАТО. По его итогам предложение присоединиться к альянсу в 2004 году получили Болгария, Эстония, Латвия, Литва, Румыния, Словакия и Словения[290].
- 22 ноября — всем лицам, временно пребывающим на территорию России, начата выдача миграционных карт[291].
- 23 ноября — Зафарулла Хан Джамали назначен на пост премьер-министра Пакистана (до 26 июня 2004 года)[292].
- 24 ноября
  - 112-й старт (STS-113) по программе Спейс Шаттл. 19-й полёт шаттла Индевор. Экипаж — Джеймс Уэзерби, Пол Локхарт, Майкл Лопес-Алегрия, Джон Херрингтон, Кеннет Боуэрсокс, Николай Бударин (Россия), Доналд Петтит.
  - В Австрии состоялись внеочередные парламентские выборы. По их итогам вновь была сформирована коалиция Австрийской партии свободы (10,01 % голосов избирателей, 18 мест в Национальном совете) и Австрийской народной партии (42,30 % голосов, 79 мест)[293].
- 25 ноября — кортеж туркменского президента Сапармурата Ниязова был обстрелян в центре Ашхабада. Несколько человек ранено. Сам Ниязов не пострадал[294].
- 28 ноября — в результате взрыва в гостинице в кенийском городе Момбаса погибли 15 человек[295].
- 29 ноября — Геннадий Гагулия назначен премьер-министром Абхазии (до 22 апреля 2003 года)[296].
- Ноябрь — обанкротилась армянская компания-производитель автомобилей ЕрАЗ[297].

### Декабрь

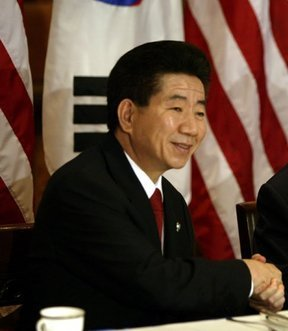
Но Му Хён — избранный президент Южной Кореи

- 1 декабря — во втором туре президентских выборов в Словении премьер-министр Янез Дрновшек получил 56,6 % голосов и был избран президентом страны.
- 1—3 декабря — состоялся 2-й официальный визит Президента России Владимира Путина в Китай. Основная тема визита: борьба с терроризмом. По итогам визита подписан ряд межгосударственных соглашений[298][299].
- 4 декабря
  - В Махачкале убит депутат Народного Собрания Дагестана Салам Магомедов[300].
  - Полное солнечное затмение (максимальная фаза 1,0244), лучше всего было видно на юге Африки и Австралии, а также в Индийском океане[301].
- 5 декабря — Парламент Грузии принял постановление о налогообложении российских военных баз в Ахалкалаки, Батуми и штаба группы российских войск.
- 6 декабря — Фернанду да Пьедаде Диаш душ Сантуш вступил в должность премьер-министра Анголы (до 30 сентября 2008 года).
- 6—15 декабря — в Дании состоялся 5-й чемпионат Европы по гандболу среди женщин. Победу одержала сборная Дании, второе место заняла сборная Норвегии, третье — сборная Франции.
- 7 декабря — в Лондоне состоялся 52-й ежегодный конкурс красоты «Мисс Мира». Победу одержала представительница Турции Азра Акин[302].
- 10 декабря — авиация США и Великобритании нанесла бомбовые удары по мобильной ракетной системе ПРО «земля-воздух» к югу от иракского города Аль-Амарах[303].
- 11 декабря — в результате схода селя в курортной зоне индонезийской провинции Восточная Ява 22 человека погибли, 4 получили ранения[304].
- 14 декабря — Ханс Эноксен назначен на пост премьер-министра Гренландии (до 12 июня 2009 года).
- 16 декабря
  - в результате взрыва бензовоза в штате Аква-Ибом на юго-востоке Нигерии погибли около 30 человек[305].
  - сотрудники МНБ Туркменистана вторглись на территорию посольства Узбекистана в Ашхабаде.
- 17 декабря — Сергей Тигипко назначен главой Национального банка Украины (до 16 декабря 2004 года)[306].
- 19 декабря
  - В Южной Кореи состоялись президентские выборы. Победу одержал Но Му Хён (48,9 % голосов избирателей; вступил в должность президента 25 февраля 2003 года). Второе место занял Ли Хве Чхан (46,58 % голосов)[307].
  - Антон Роп занял пост премьер-министра Словении (до 9 ноября 2004 года).
  - Самолёт Су-35 разбился из-за неисправности бортовой аппаратуры в 80 км от подмосковного Раменского. Пилот катапультировался[37].
  - На реке Пара (Бразилия) возле устья Амазонки затонул паром «Сан Луиз». 7 человек погибли, от 50 до 80 пропали без вести[308].
- 20 декабря — вошла в оборот купюра номиналом 50 000 белорусских рублей.
- 21 декабря — Война в Афганистане: вертолёт CH-53GS «Си Стэллион» Сухопутных войск Германии разбился на окраине Кабула во время патрулирования местности. 7 человек погибли[309].
- 22 декабря
  - В Черногории состоялись президентские выборы. Больше всех голосов получил премьер-министр Филип Вуянович (83,65 % голосов избирателей), однако из-за низкой явки (45,87 % при необходимой явке не менее 50 %) выборы были признаны недействительными[310].
  - В Литве состоялся первый тур президентских выборов. Во второй тур вышли Валдас Адамкус (35,53 % голосов избирателей) и Роландас Паксас (19,66 % голосов)[311].
  - Янез Дрновшек вступил в должность президента Словакии (до 23 декабря 2007 года).
- 23 декабря — Аднан Терзич занял пост председателя Совета Министров Боснии и Герцеговины (до 11 января 2007 года)[312].
- 24 декабря
  - В результате взрыва бомбы в филиппинском городе Дату-Пьян 13 человек погибли, 12 получили ранения[313].
  - Вертолёт международных сил по поддержанию мира в Боснии и Герцеговине врезался в ЛЭП в 70 километрах от Сараево. 3 человека получили ранения[314].
- 25 декабря — открыт метрополитен Дели.
- 26 декабря — в результате взрыва пиротехники на рынке в Бишкеке 5 человек погибли, около 40 получили ранения)[315].
- 27 декабря — Вторая чеченская война: взорвано здание правительства Чеченской Республики (Грозный). На территорию комплекса прорвались «КамАЗ» и «УАЗ», гружённые взрывчаткой. 71 человек погиб, 640 ранены.
- 29 декабря — Наташа Мичич заняла должность и. о. президента Сербии (до 4 февраля 2004 года)[316].
- 30 декабря — Мваи Кибаки вступил в должность президента Кении (до 9 апреля 2013 года).
- 31 декабря
  - В России завершили вещание телеканалы «Fox Kids» и «Fox Kids Play».
  - Дора Бакоянни вступила в должность мэра Афин (избрана 22 октября) (до 23 февраля 2006 года). Первая женщина-мэр Афин.
- Декабрь — японская компания-производитель бытовой техники Aiwa ликвидирована путём объединения с Sony Corporation[317].
- Декабрь — международная группа учёных установила структуру ДНК риса. Рис стал первой сельскохозяйственной культурой, геном которой был расшифрован[318].

### Без точных дат

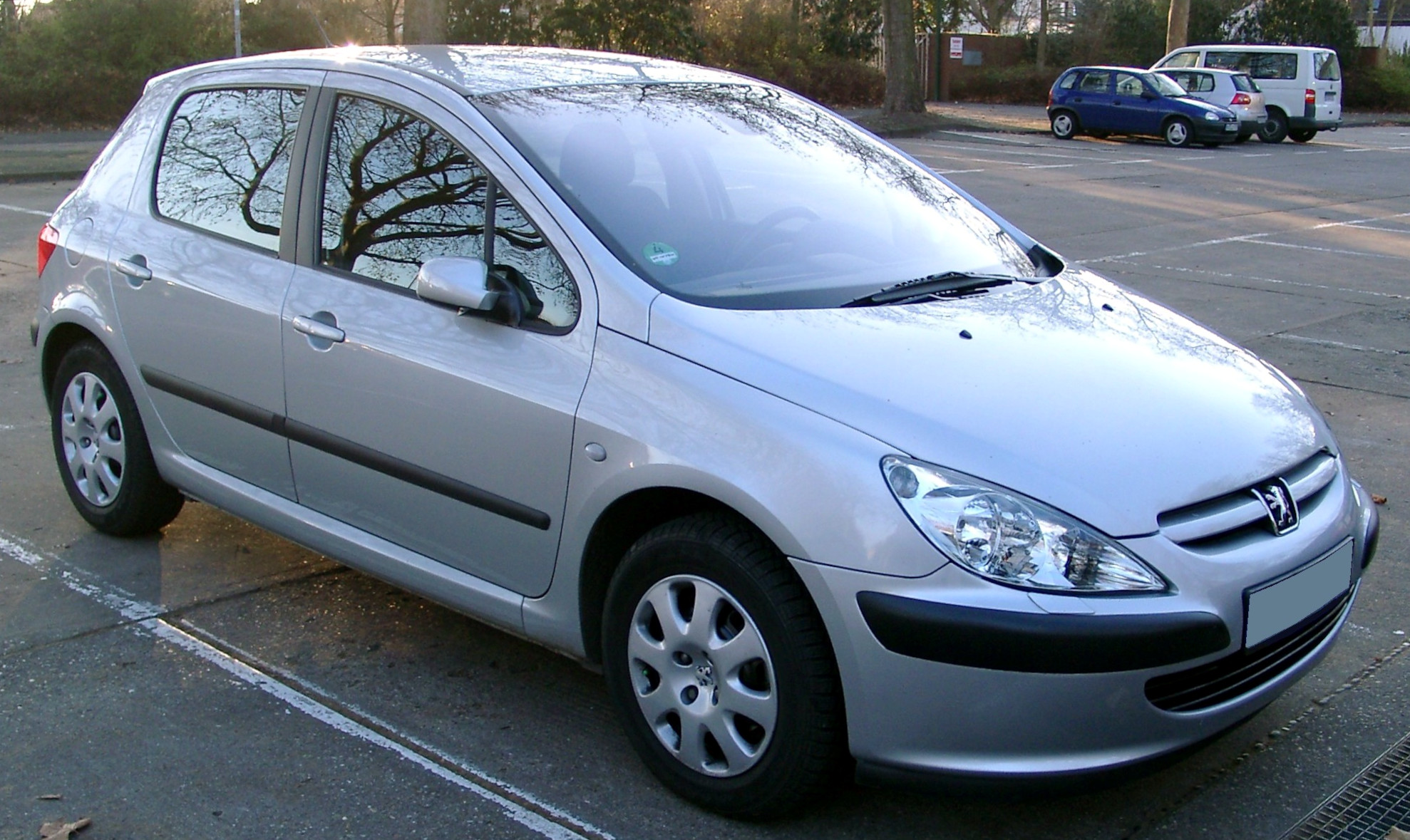
Peugeot 307 — автомобиль года в Европе.

- Города Брюгге (Бельгия) и Саламанка (Испания) — культурные столицы Европы — 2002.
- Обладателем награды Европейский автомобиль года (англ. European Car of the Year) стал Peugeot 307.
- В Нигерии Мохаммедом Юсуфом основана террористическая группировка Боко харам[319].
- Григорий Перельман опубликовал доказательство теоремы Пуанкаре.
- Американскими учёными создана искусственная сетчатка глаза[320].
- Фирмы «Canesta» и «VKB» разработали проекционную клавиатуру[321].

### Продолжающиеся события
- Арабо-израильский конфликт.
- Война в Афганистане.
- Ачехский конфликт.
- Вторая гражданская война в Судане.
- Гражданская война на Шри-Ланке.
- Турецко-курдский конфликт.
- Гражданская война в Сомали.
- Гражданская война в Бурунди.
- Гражданская война в Непале.
- Вторая конголезская война.
- Вторая гражданская война в Либерии.
- Гражданская война в Колумбии.
- Вторая чеченская война.

### Вооружённые конфликты, начавшиеся в 2002 году
- Гражданская война в Кот-д’Ивуаре.
- Конфликт в Магрибе.

### Вооружённые конфликты, закончившиеся в 2002 году
- Гражданская война в Анголе.
- Гражданская война в Алжире.

## Спорт
- Чемпионом мира по футболу стала сборная Бразилии.
- Чемпионом мира по хоккею стала сборная Словакии.
- Чемпионом мира по баскетболу среди мужчин стала сборная Югославии.
- Чемпионом мира по баскетболу среди женщин стала сборная США.
- Чемпионом мира по волейболу среди мужчин стала сборная Бразилии.
- Чемпионом мира по волейболу среди женщин стала сборная Италии.
- Чемпионом Европы по гандболу среди мужчин стала сборная Швеции.
- Чемпионом Европы по гандболу среди женщин стала сборная Дании.

### НХЛиНБА
- Обладателем Кубка Стэнли стал клуб Детройт Ред Уингз.
- Чемпионом НБА стал клуб Лос-Анджелес Лейкерс.

### Теннис
Чемпионами турниров из серии «Большого шлема» стали:
- Australian Open: Томас Юханссон у мужчин и Дженнифер Каприати у женщин.
- Roland Garros: Альберт Коста у мужчин и Серена Уильямс у женщин.
- Уимблдон: Ллейтон Хьюитт у мужчин и Серена Уильямс у женщин.
- US Open: Пит Сампрас у мужчин и Серена Уильямс у женщин.
- Обладателем Кубка Дэвиса стала сборная России.
- Обладателем Кубка Федерации стала сборная Словакии.

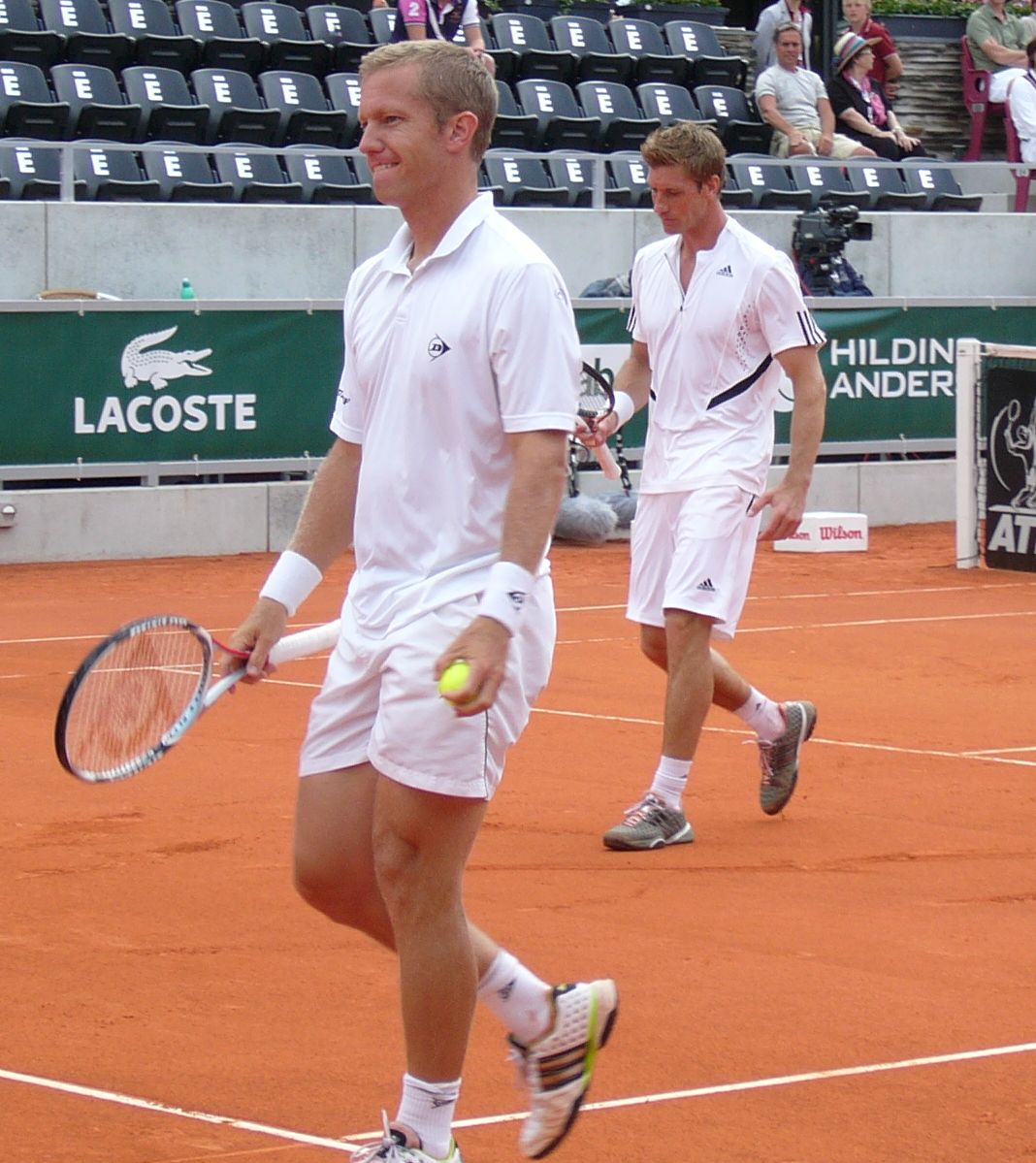
Томас Юханссон
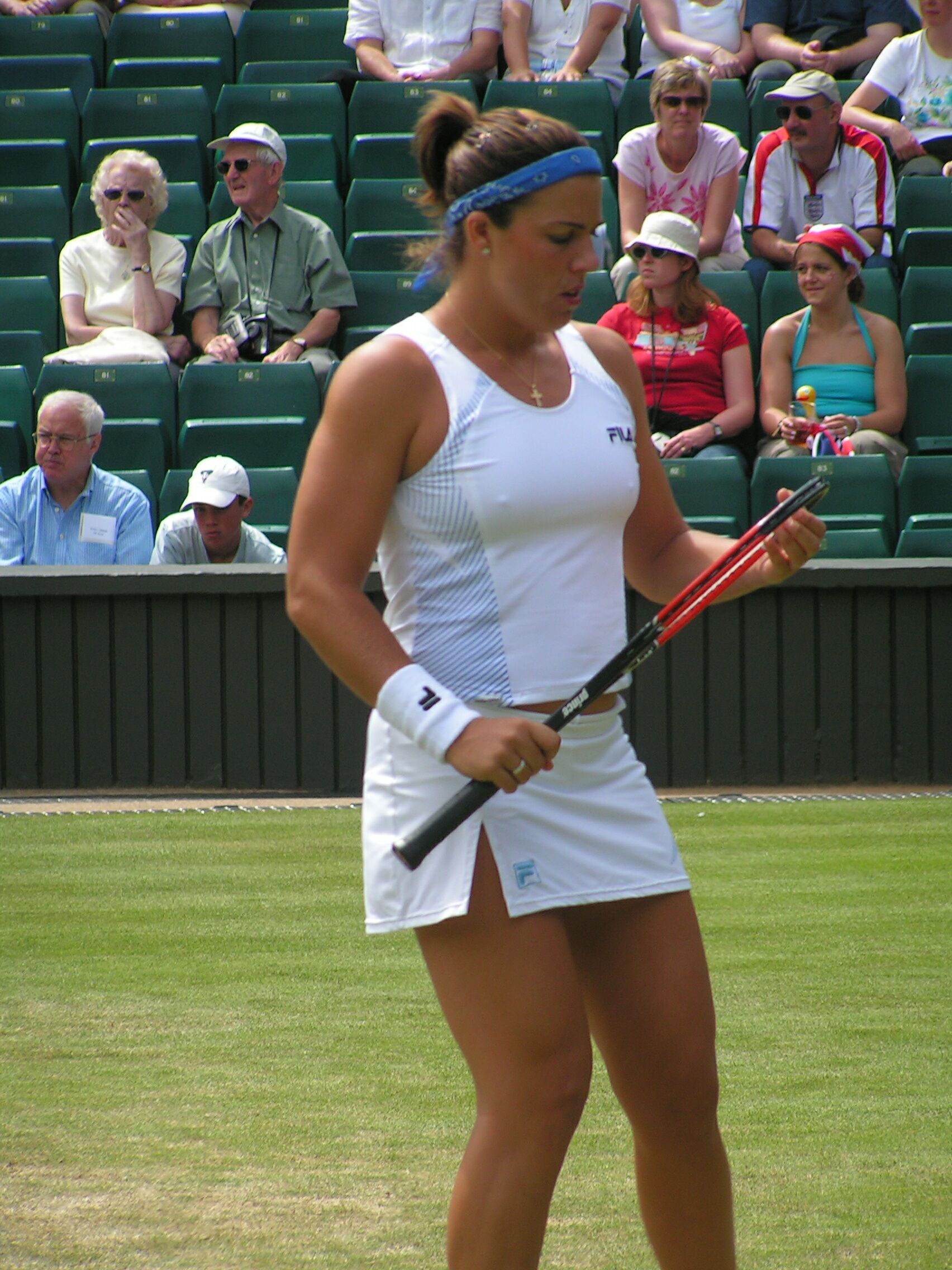
Дженнифер Каприати
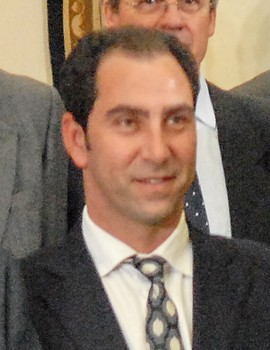
Альберт Коста
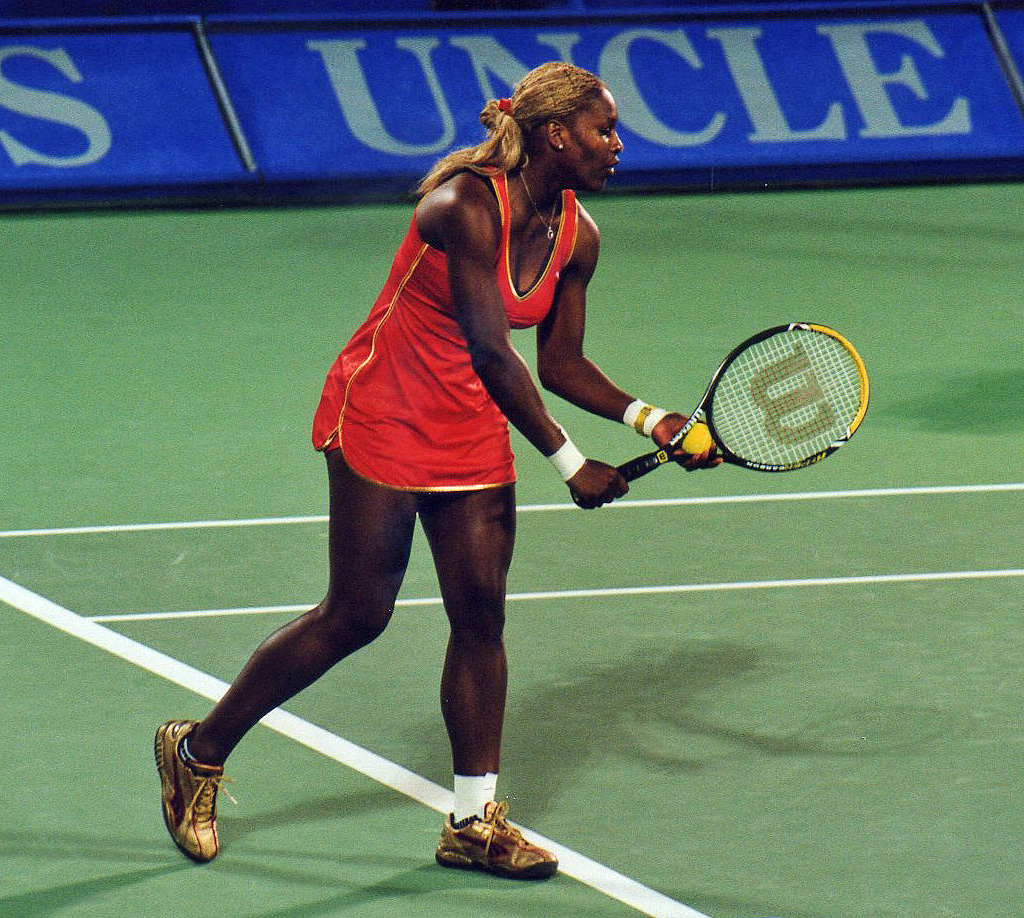
Серена Уильямс
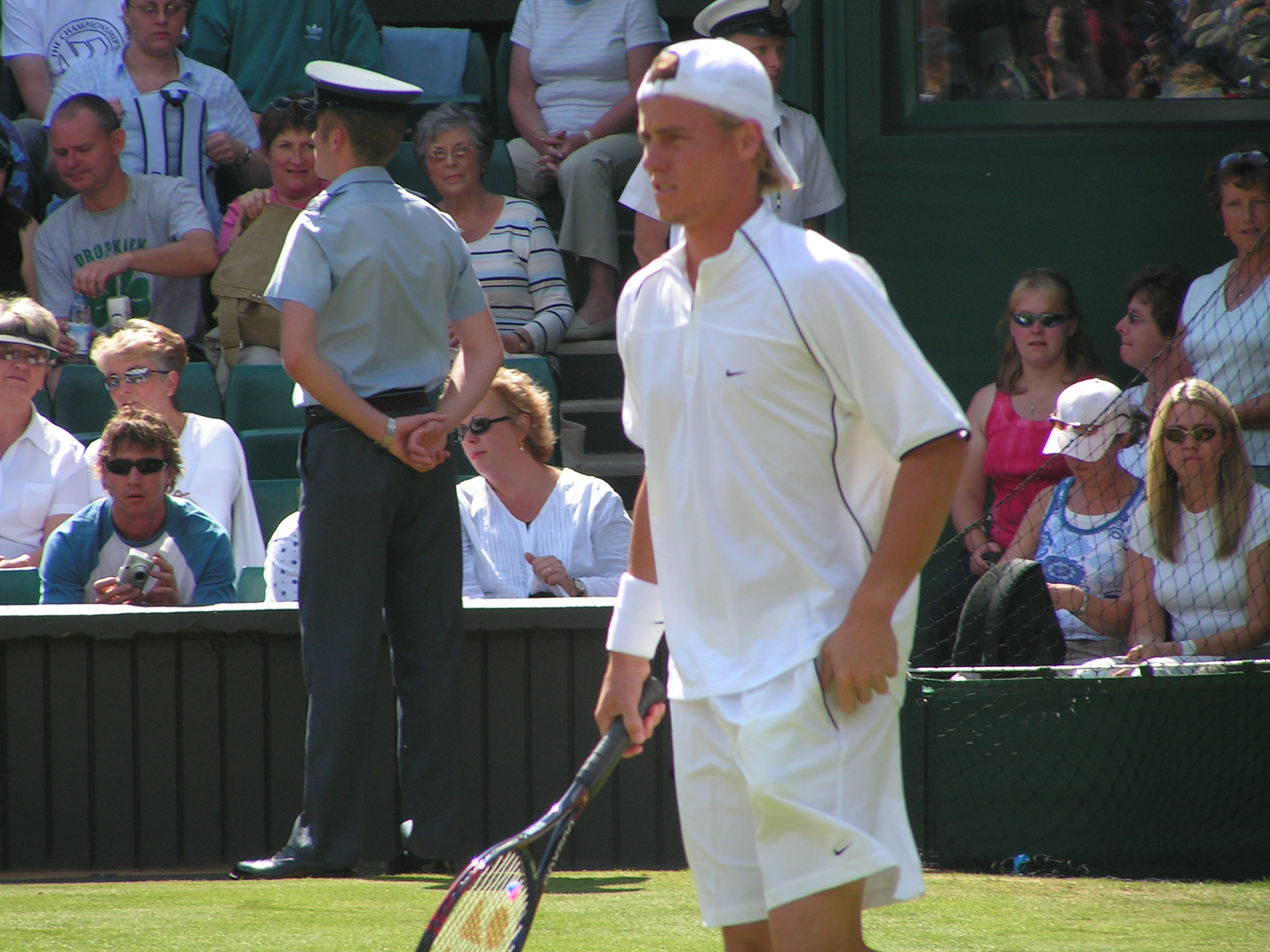
Ллейтон Хьюитт
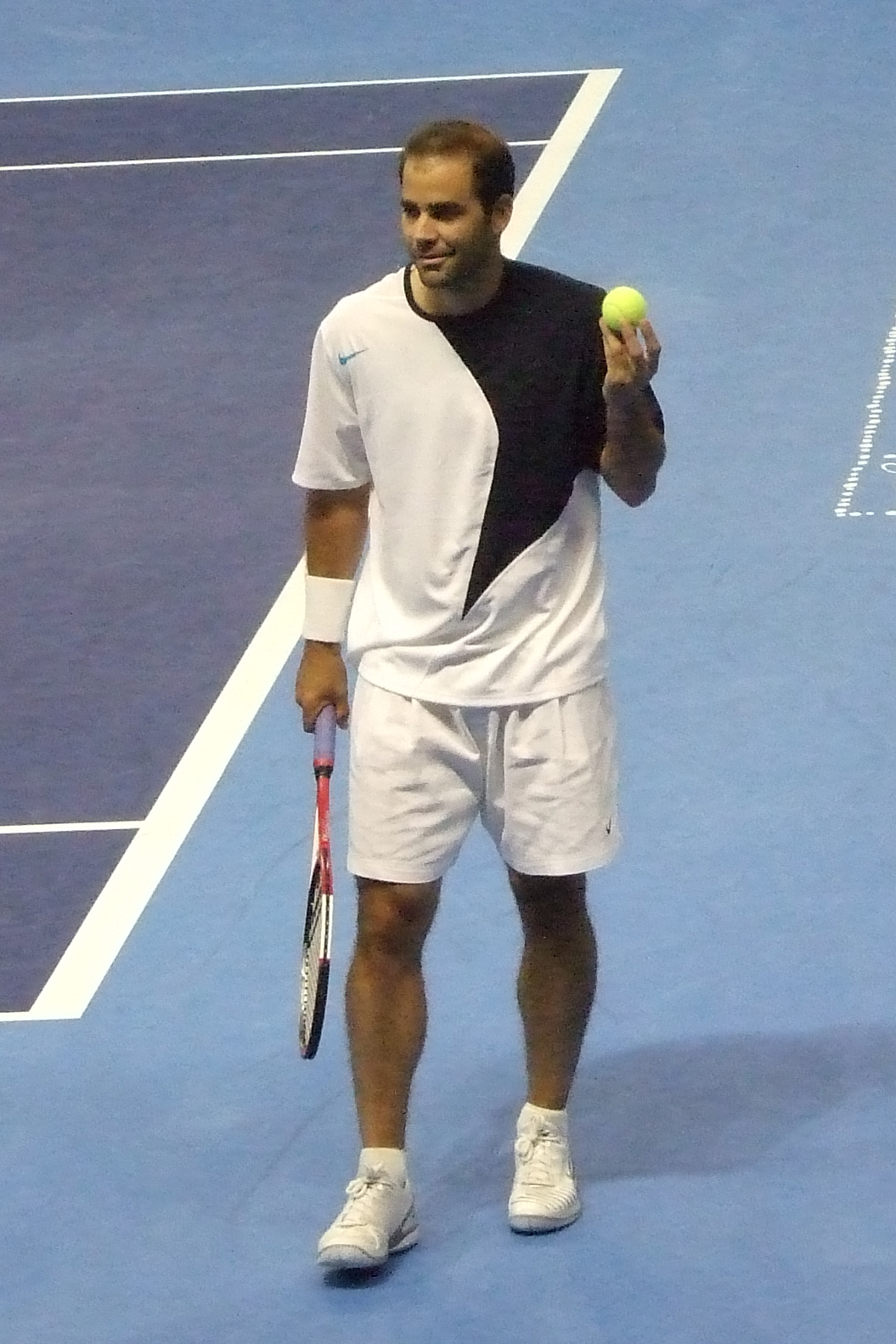
Пит Сампрас

### Велоспорт
Чемпионами гранд-туров стали:
- Джиро д’Италия: Паоло Савольделли.
- Тур де Франс: Лэнс Армстронг[322].
- Вуэльта Испании: Айтор Гонсалес.

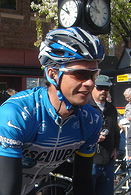
Паоло Савольделли
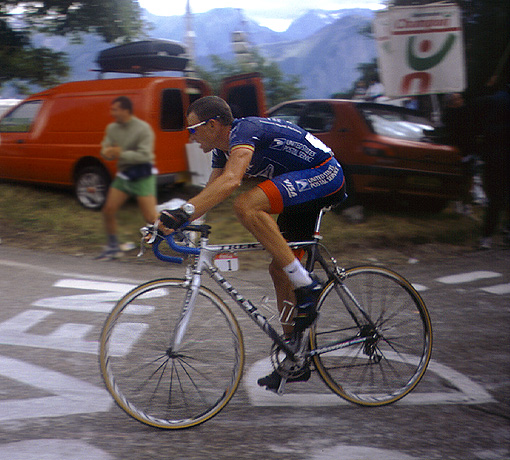
Лэнс Армстронг
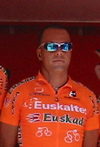
Айтор Гонсалес

### Формула-1
- Чемпионом мира по автогонкам в классе машин Формула-1 стал Михаэль Шумахер (Ferrari).
- Обладателем кубка конструкторов стала команда Ferrari.

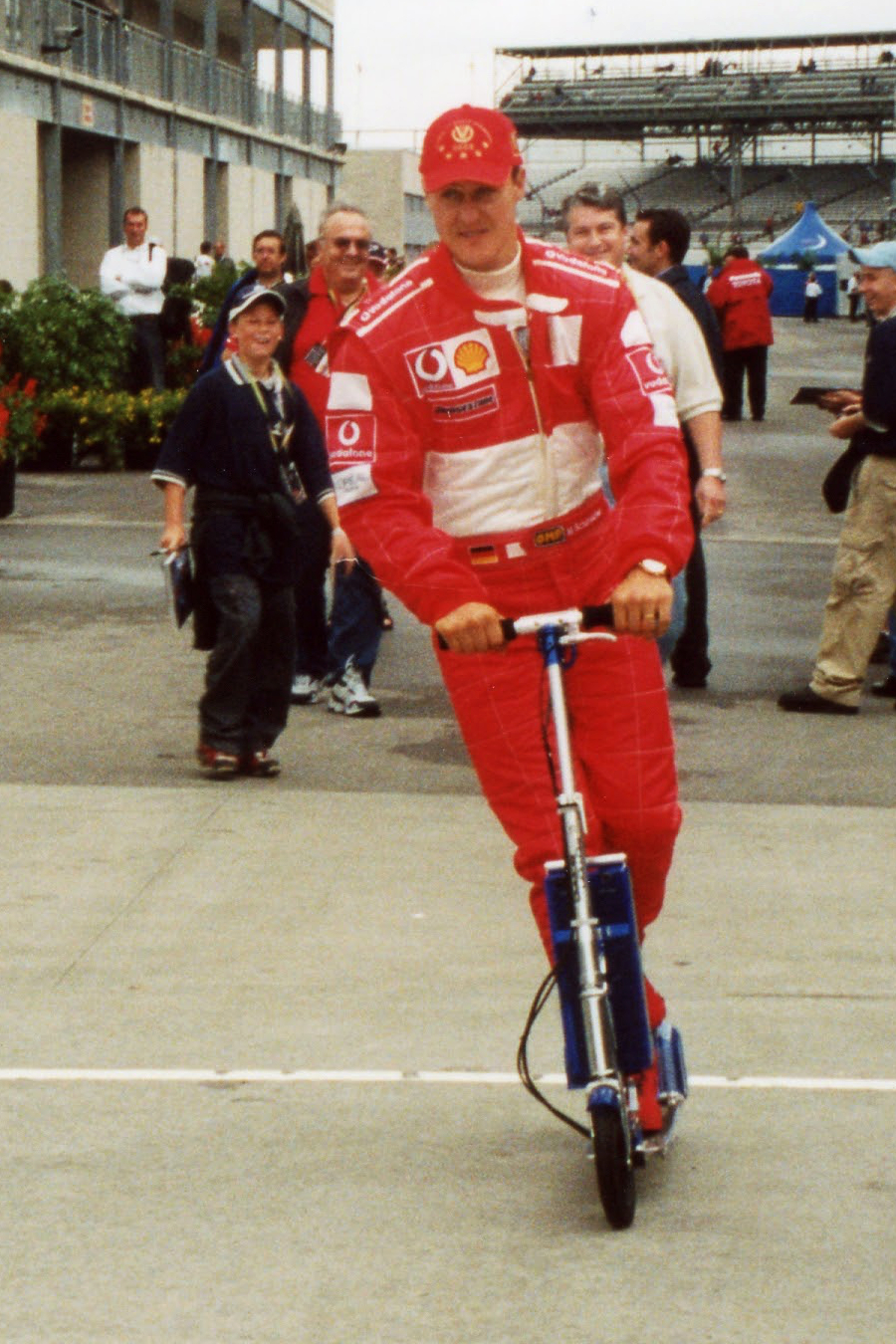
Михаэль Шумахер
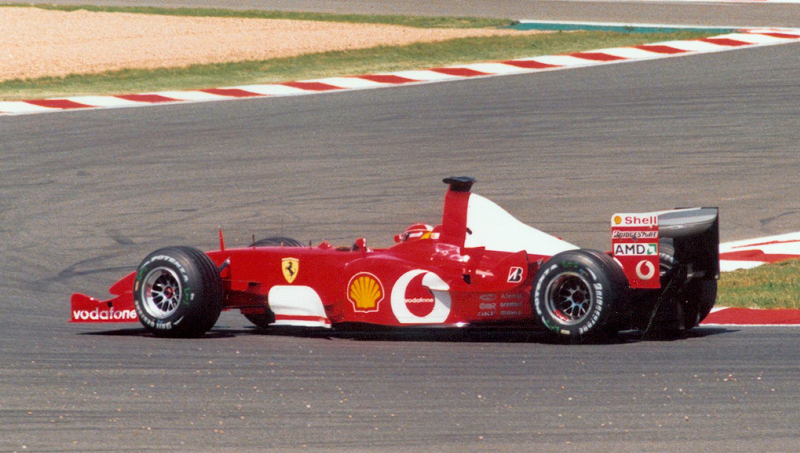
Болид «Ferrari» образца 2002 года

### Футбол
См. также: 2002 год в футболе
- Чемпионом России по футболу стал московский «Локомотив».
- Чемпионом Англии по футболу стал лондонский «Арсенал».
- Чемпионами Аргентины по футболу стали «Ривер Плейт» (Буэнос-Айрес) (Клаусура) и «Индепендьенте» (Авельянеда) (Апертура).
- Чемпионом Бразилии по футболу стал «Сантос» из Сан-Паулу.
- Чемпионом Германии по футболу стала дортмундская «Боруссия».
- Чемпионом Италии по футболу стал «Ювентус».
- Чемпионом Испании по футболу стала «Валенсия».
- Чемпионом Нидерландов по футболу стал амстердамский «Аякс».
- Чемпионом Португалии по футболу стал лиссабонский «Спортинг».
- Чемпионом Украины по футболу стал донецкий «Шахтёр».
- Чемпионом Уругвая по футболу стал «Насьональ».
- Чемпионом Франции по футболу стал «Лион».
- Лигу чемпионов УЕФА и Межконтинентальный Кубок выиграл испанский «Реал Мадрид».
- Кубок УЕФА выиграл голландский «Фейеноорд».
- Кубок Либертадорес выиграла парагвайская «Олимпия».
- Обладателем «Золотого мяча» и лучшим футболистом года по версии ФИФА стал бразилец Роналдо («Интер», «Реал Мадрид»).

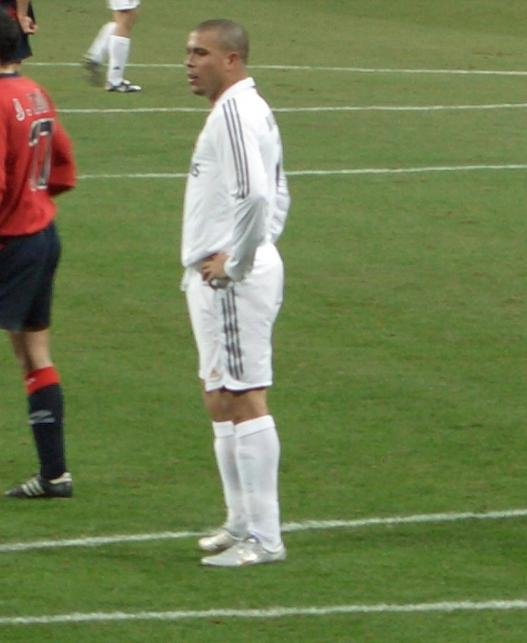
Роналдо

## Совет Безопасности ООН
Непостоянными членами Совета Безопасности ООН в 2002 году были:
- Камерун.
- Гвинея.
- Маврикий.
- Сирия.
- Сингапур.
- Мексика.
- Колумбия.
- Ирландия.
- Норвегия.
- Болгария.

## Эмблемы пилотируемых космических миссий
Ниже приведены эмблемы пилотируемых космических миссий, осуществлённых в 2002 году.
| STS-109    | STS-110 | Союз ТМ-34 | STS-111 | STS-112 |
| Союз ТМА-1 | STS-113 |            |         |         |

## Родились
См. также: Категория:Родившиеся в 2002 году

### Май
- 18 мая — Алина Загитова, российская фигуристка[323].

### Июнь
- 26 июня — Юля Гаврилина, российский тиктокер, видеоблогер, певица и телеведущая.

### Июль
- 30 июля — Софья Самодурова, российская фигуристка и тренер.

### Сентябрь
- 27 сентября — Дженна Ортега, американская актриса.

## Скончались
См. также: Категория:Умершие в 2002 году

## Персоны года
Человек года по версии журнала Time — «Разоблачители» (Синтия Купер (сотрудница WorldCom), Шэрон Уоткинс (сотрудница Энрон), и Колин Роули (сотрудница ФБР)).

## Нобелевские премии
- Физика — Раймонд Дэвис мл. и Масатоси Косиба — «За пионерский вклад в астрофизику, в частности за обнаружение космических нейтрино», Риккардо Джаккони — «За изыскания в области астрофизики, которые привели к открытию космических источников рентгеновского излучения».
- Химия — Джон Фенн и Коити Танкава — «За разработку методов идентификации и структурного анализа биологических макромолекул, и, в частности, за разработку методов масс-спектрометрического анализа биологических макромолекул», Курт Вютрих — «За разработку применения ЯМР-спектроскопии для определения трёхмерной структуры биологических макромолекул в растворе».
- Медицина и физиология — Сидней Бреннер, Роберт Хорвиц, Джон Салстон— «За открытия в области генетического регулирования развития органов и механизмов апоптоза».
- Экономика — Даниэль Канеман, Вернон Смит — «За исследования в области принятия решений и механизмов альтернативных рынков».
- Литература — Имре Кертес — «За то, что в своём творчестве Кертеш даёт ответ на вопрос о том, как индивидуум может продолжать жить и мыслить в эпоху, когда общество всё активнее подчиняет себе личность».
- Премия мира — Джимми Картер — «За свои усилия по мирному улаживанию конфликтов во всём мире и борьбу за права человека».

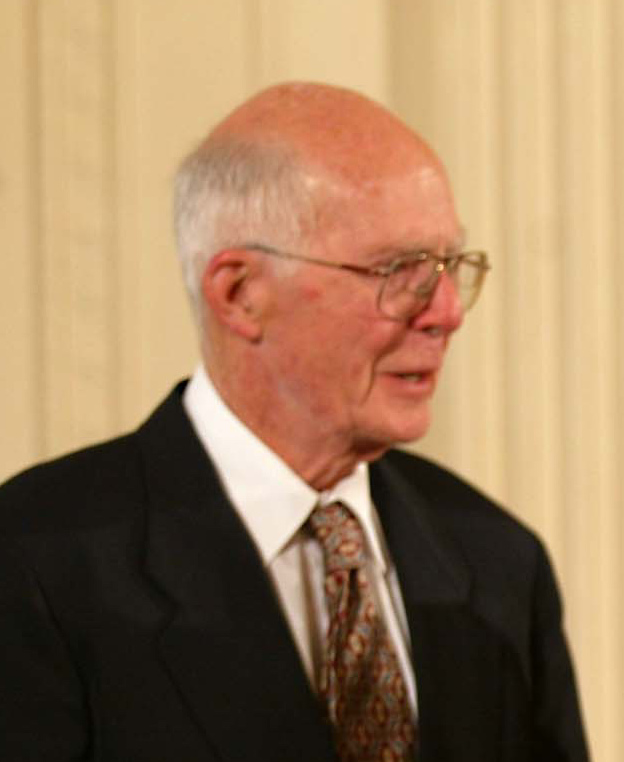
Раймонд Дэвис-младший
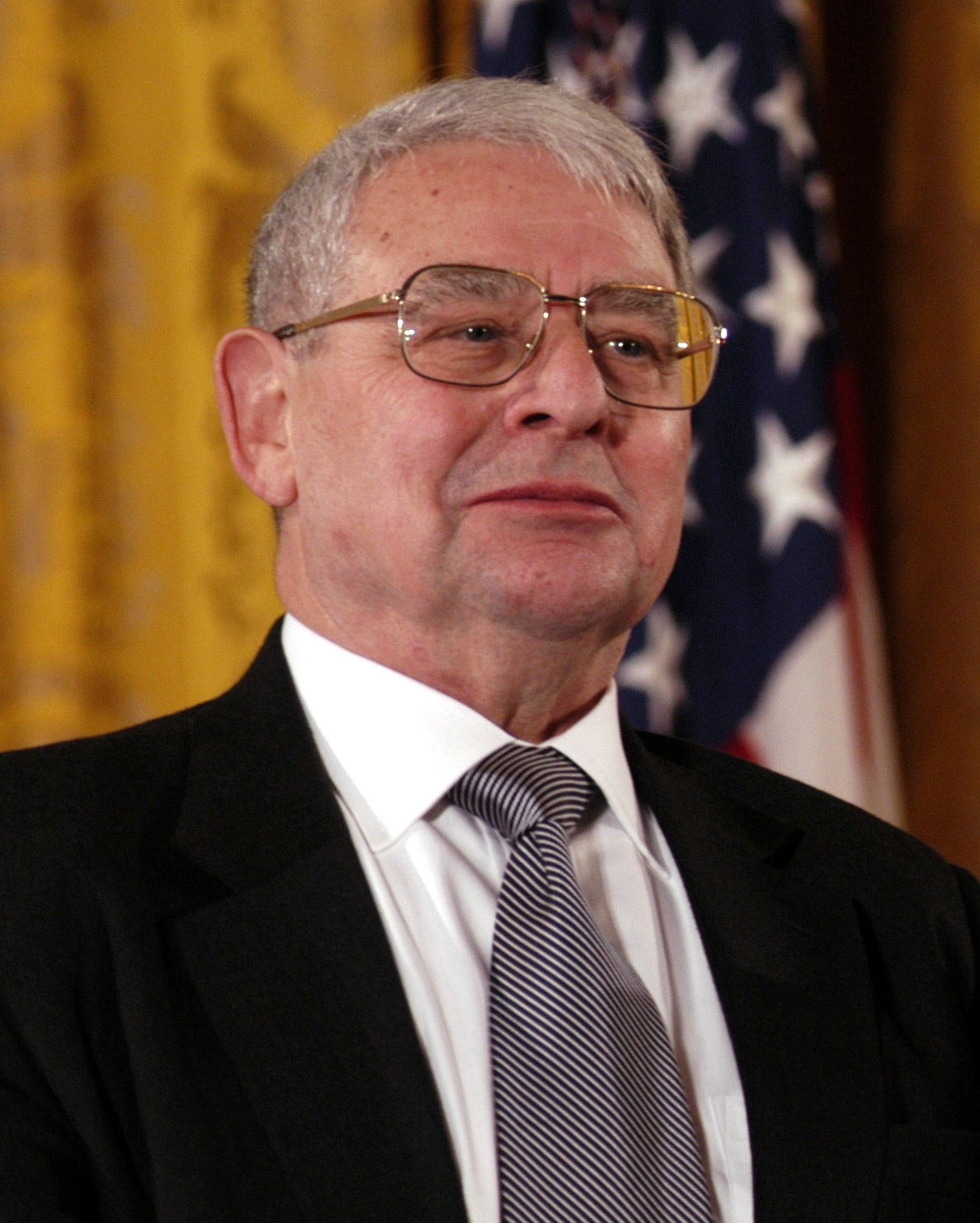
Риккардо Джаккони
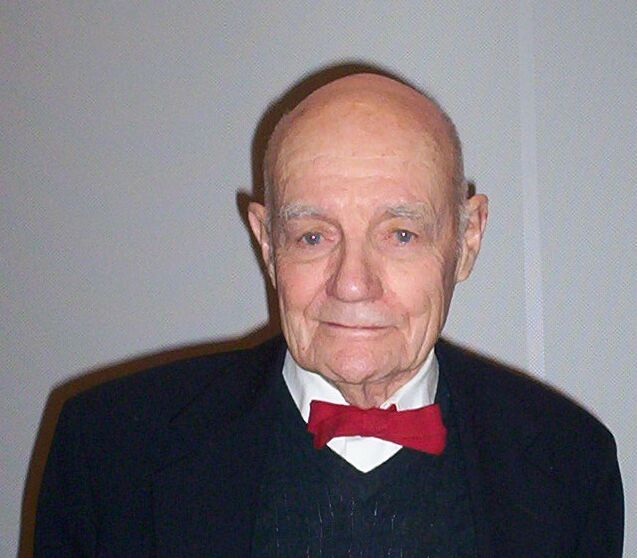
Джон Фенн
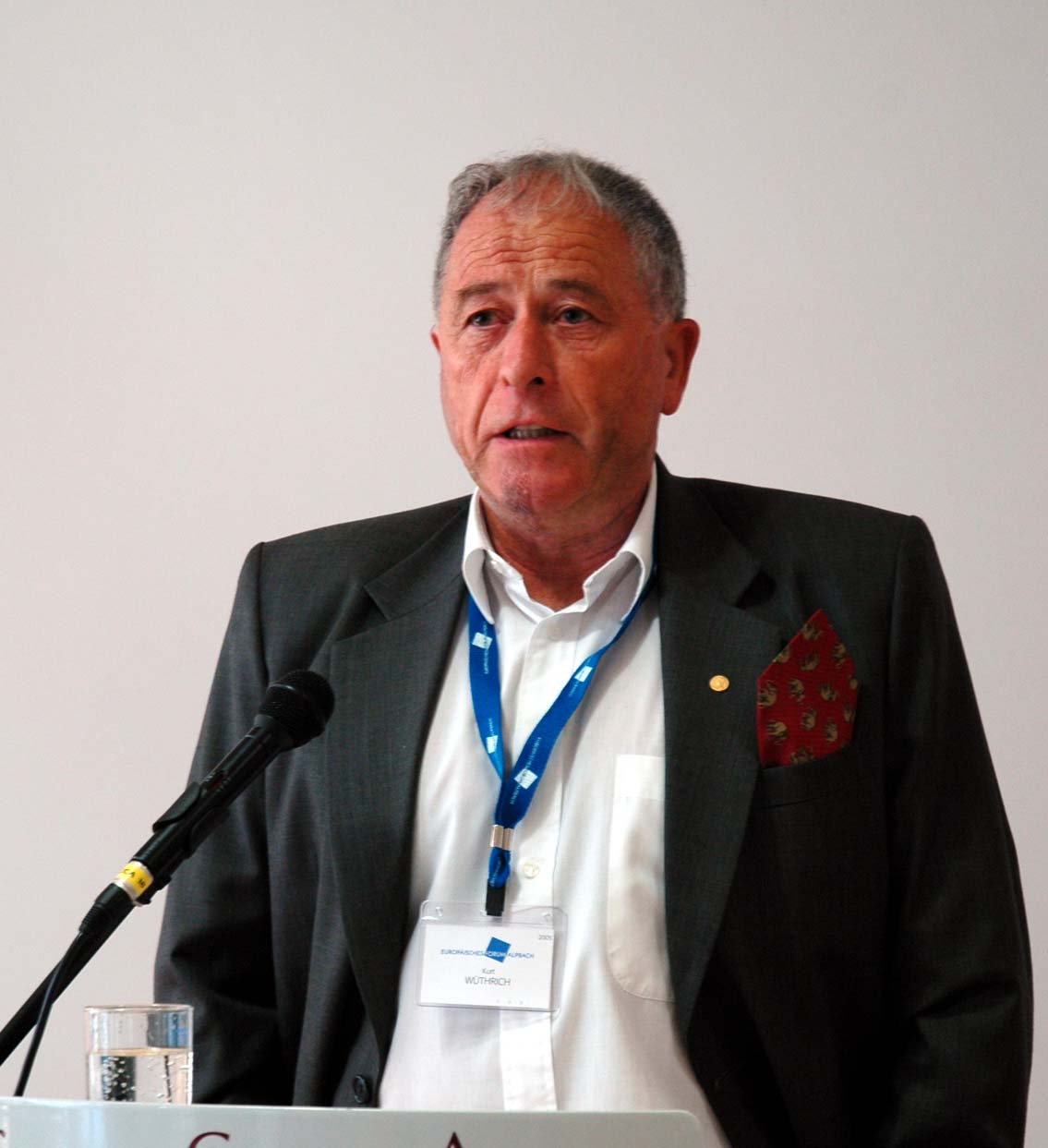
Курт Вютрих
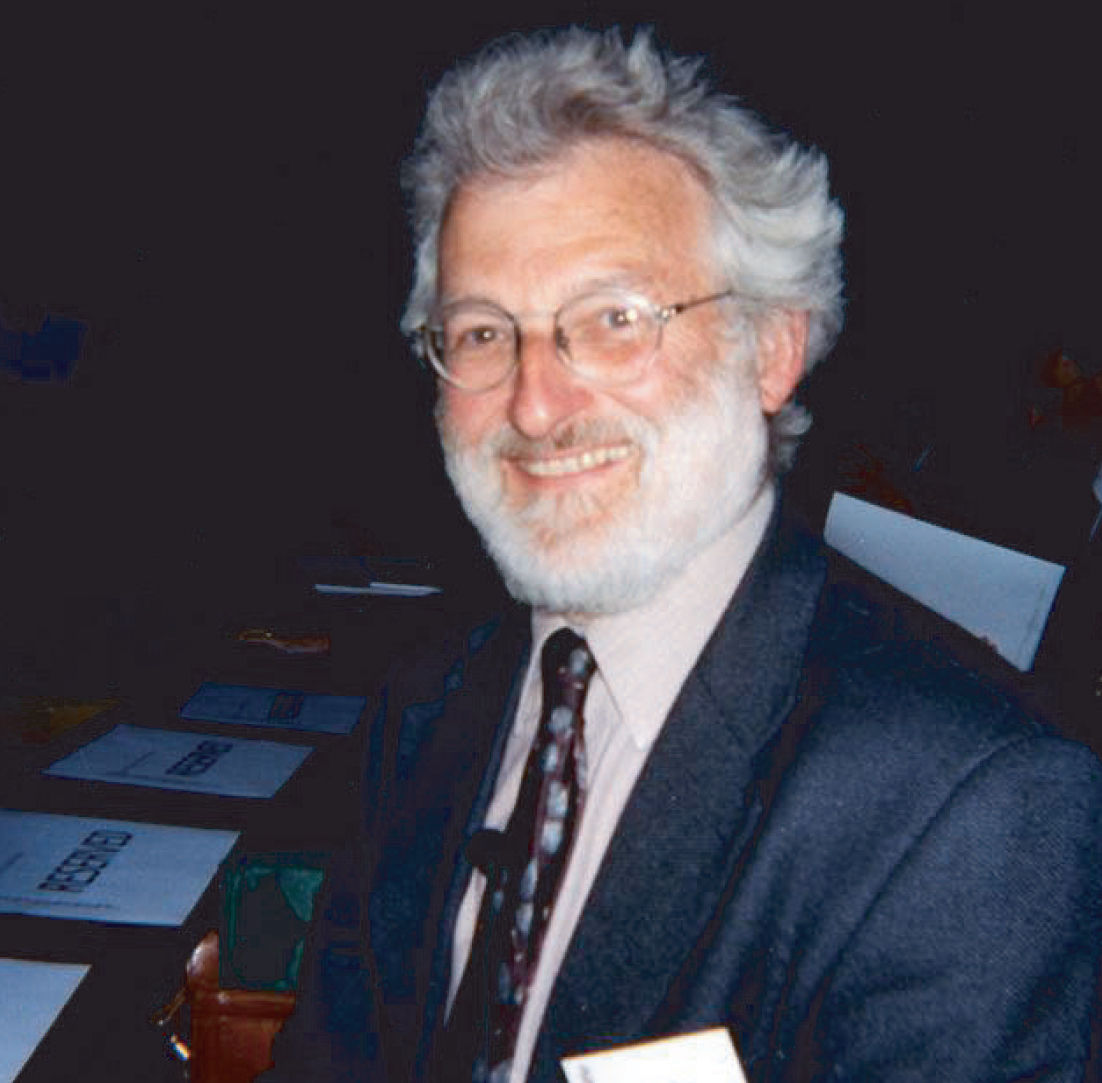
Джон Салстон
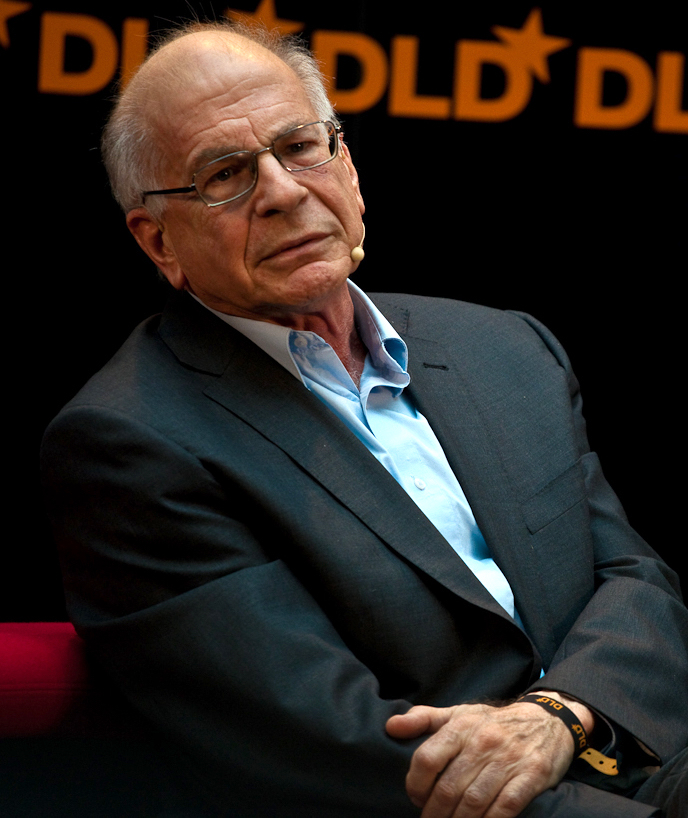
Даниэль Канеман
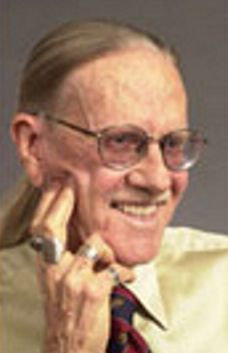
Вернон Смит
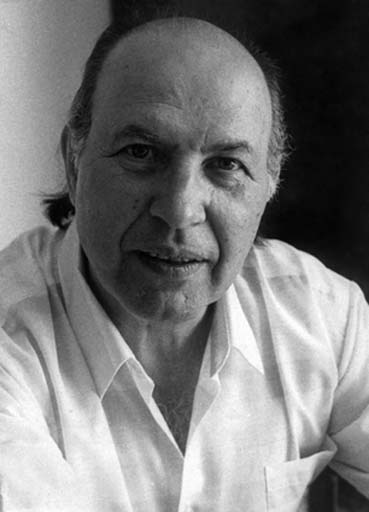
Имре Кертес